# Match de football RFA – Algérie (1982)
 (octobre 2024).
 (octobre 2024).
Le match entre l'Allemagne de l'Ouest (RFA) et l'Algérie (allemand : Fußball-WM-Gruppe 2 Deutschland – Algerien 1982 ; arabe : ألمانيا الغربية – الجزائر) sera considéré comme un match historique pour la FIFA. C'était le 16 juin 1982, au Stade El Molinón à Gijón, en Espagne, que l'équipe favorite du tournoi, l'Allemagne de l'Ouest, a croisé le fer avec l'Algérie. Ce match était le coup d'envoi du groupe 2 de la Coupe du monde 1982, marquant ainsi l'entrée de l'Algérie dans l'histoire de la compétition.
Avant la Coupe du monde 1982 en Espagne, les méthodes de qualification pour les Allemands et les Algériens ne seront pas les mêmes. Les guerriers du désert, évoluant en zone africaine, devront disputer plusieurs matchs de barrage avant de se qualifier pour la première fois de leur histoire en Coupe du monde. Quant à la Nationalmannschaft, elle terminera en tête de son groupe de qualification en zone Europe en remportant tous ses matchs, soit 8 victoires en 8 matchs.
En tant que l'un des grands favoris de la Coupe du monde en Espagne, l'Allemagne de l'Ouest, sous la direction de Jupp Derwall, détient le titre de champion d'Europe et reste invaincue en compétition officielle depuis plus de 4 ans, depuis la Coupe du monde 1978 en Argentine. En revanche, l'Algérie incarne l'image opposée de l'équipe allemande. Malgré leur statut de petit poucet lors de la Coupe du monde 1982, l'équipe dirigée par Mahieddine Khalef (épaulé par l'ancien joueur international Rachid Mekhloufi, bien que son rôle dans la gestion de l'équipe soit moins important) a atteint la finale de la CAN 1980 et les demi-finales de la CAN 1982, quelques mois avant la Coupe du monde.
En raison de l'écart de performance, certains spécialistes et commentateurs de football ont comparé le match entre les Allemands et les Algériens à la célèbre histoire de David contre Goliath. Une certaine arrogance s'est installée du côté allemand avec des déclarations visant à humilier les joueurs algériens avant le match, reflétant ainsi un manque de reconnaissance du football arabe et africain et des équipes des pays du Sud. Pour les Algériens, c'est l'incompréhension qui domine à la suite de ces déclarations allemandes qualifiant l'équipe d'Algérie d'insignifiante et promettant qu'elle serait écrasée par la machine allemande.
Le jour du match, le scénario auquel les Allemands et la majorité de la presse internationale s'attendaient ne se déroule absolument pas comme prévu. Durant la première mi-temps, les Algériens, bien que légèrement dominés, font presque jeu égal face aux Allemands, surpris et quelque peu déstabilisés par l'Algérie. À la mi-temps, les Algériens prennent l'initiative d'augmenter leur rythme de jeu et la grande surprise survient : de retour des vestiaires, Rabah Madjer, qui deviendra joueur emblématique de la sélection algérienne, ouvre le score sur une contre-attaque algérienne bien menée. Les Allemands, surpris, mettent plusieurs minutes avant de revenir dans le match. Karl-Heinz Rummenigge, redoutable attaquant et Ballon d'Or en 1981, égalise pour l'Allemagne de l'Ouest, mais l'histoire retiendra le deuxième but algérien survenu quelques secondes seulement après l'égalisation allemande. Sur la remise en jeu algérienne, les joueurs algériens réalisent 11 passes sans qu'aucun Allemand ne puisse intercepter le ballon, lequel finit dans les filets de Harald Schumacher, qui ne peut rien faire face au but inscrit par Lakhdar Belloumi. Comme dans l'histoire où David bat Goliath, au bout de 90 minutes et après le coup de sifflet final de l'arbitre péruvien, Enrique Labo Revoredo, pour la première fois de l'histoire de la Coupe du monde, une équipe africaine bat une équipe européenne.
Après la rencontre, la presse internationale sera stupéfaite par l'issue du match. L'Allemagne de l'Ouest, pourtant la nation dominante du football européen et champion d'Europe en titre, sera la première équipe européenne à s'incliner face à une équipe africaine en Coupe du monde. En Algérie, l'euphorie s'installe, presque en oubliant que la sélection algérienne doit encore disputer deux matchs avant la fin du premier tour. Ainsi, dans ce contexte, l'Algerie s'incline 2-0 contre l'Autriche pour le deuxième match, mais remporte difficilement son dernier match contre le Chili sur le score de 3-2. Parallèlement, l'Allemagne de l'Ouest s'imposera facilement contre le Chili sur le score de 4-1 et remportera un autre match qualifié d'historique mais tristement célèbre : le match de la honte, où Autrichiens et Allemands s'arrangeront pour éliminer l'Algérie du tournoi. Cette injustice, bien que non officielle, bouleversera certaines règles du football, notamment la FIFA décidera, à partir de ce match, que lors de la prochaine Coupe du monde 1986 au Mexique, les derniers matchs de groupe se dérouleront en même temps pour éviter l'injustice subie par l'Algérie lors de la Coupe du monde 1982.
Selon l'historien Stanislas Frenkiel, la participation de l'Algérie à ce match de football ne représente pas seulement un simple événement sportif, mais symbolise le renouveau de l'Afrique, du monde arabe et des pays en développement du Sud, face à une Allemagne de l'Ouest faisant partie des nations développées et puissantes du Nord. Ce match, son résultat surprenant et le contexte géopolitique qui l'entoure en font un événement majeur dans l'histoire de la histoire de la Coupe du monde et du football, méritant l'attention de la FIFA.

## Contexte

### Héritière de l'équipe du FLN

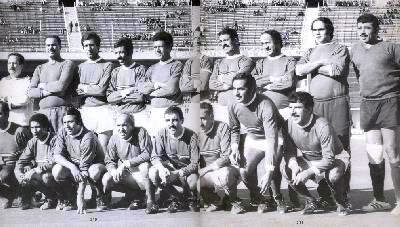
L'équipe du FLN à son jubilé au stade du 5 juillet 1962 en 1974.

Un an avant la formation de l'équipe du FLN, deux anciens joueurs et entraineurs algériens ont décidé de former à Tunis, la première sélection qui allait représenter l'Algérie, il s'agit de Ahmed Benelfoul et Habib Draoua. En 1956, l'équipe est formée. Et en mai 1957, l'équipe est approuvée par le Front de libération nationale et décide qu'elle représentera l'Armée de libération nationale vue qu'il y a des joueurs qui sont venus du maquis. L'équipe est composée essentiellement des joueurs amateurs évoluant en Algérie et en Tunisie. Entre mai 1957 et avril 1958, elle dispute de nombreux matchs au Maghreb ou encore au Proche-Orient pour soutenir la cause indépendantiste ; 42 victoires lui sont attribuées. Cette sélection va contribuer à la naissance de la formation du FLN un an après sa création.
L'équipe du FLN est créée le 13 avril 1958. Son rôle est principalement politique, visant à montrer aux Français de métropole que même des footballeurs professionnels tels que Rachid Mekhloufi ou Abdelaziz Ben Tifour, qui ont participé à la Coupe du monde 1954 avec l'équipe de France, s'engagent dans cette cause, même au prix de renoncer à leur statut. Les autorités françaises parviennent aisément à empêcher la FIFA de reconnaître cette équipe. Malgré l'interdiction de jouer, l'équipe du FLN effectue une tournée mondiale d'environ quatre-vingts matchs, notamment en Europe, en Asie et en Afrique. Ces rencontres font connaître la cause algérienne et sa lutte pour l'indépendance à travers le monde. L'équipe cesse d'exister en 1962, laissant la place à l'équipe nationale de football d'Algérie.

« Ils ont écrit l’une des plus belles pages de l'histoire de l'Algérie, de la lutte anti-coloniale et du sport en général. »

— Abdelaziz Bouteflika - Président d'Algérie
Héritière de l'équipe du FLN, la sélection algérienne a entamé sa participation aux éliminatoires des tournois majeurs comme la Coupe d'Afrique et la Coupe du monde dès les années 70. Elle a obtenu sa première qualification pour la Coupe d'Afrique en 1968, mettant plusieurs années avant de retrouver l'élite africaine. En ce qui concerne la Coupe du monde, après des échecs pour se qualifier en 1970 (contre la Tunisie), en 1974 (contre la Guinée) et en 1978 (encore une fois contre la Tunisie), les Verts ont décroché leur première qualification pour le mondial 1982.

### La Mannschaft d'après-guerre

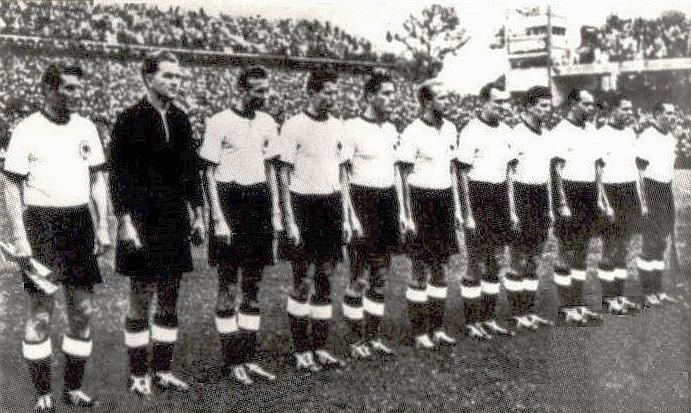
L'équipe d'Allemagne championne du monde de football en 1954.

Apres la Seconde Guerre mondiale, l'Allemagne se voit divisée en quatre zones d'occupation : la zone française, la zone britannique, la zone américaine et la zone soviétique à partir de juillet 1945. Celles-ci formeront la République fédérale d'Allemagne (RFA) et la République démocratique allemande (RDA) en 1949. Dans le cadre de la guerre froide avec une volonté politique des forces d’occupation alliées de l’époque, l'Allemagne de l'Ouest, devait représenter le renouveau de la société allemande, post-Allemagne nazie. Dans le cadre de l’époque de la formation de deux "blocs" idéologiquement opposés : le "bloc de l'Ouest" et le "bloc de l'Est". Il s'agissait d'une réelle impulsion pour les alliés pour faire de l’Allemagne de l’Ouest (RFA) un pays modèle contrairement à son voisin de l’Est (dirigé par l’Union soviétique) à partir de ce paramètre, le football était un réel facteur de propagande de l’époque entre l’Ouest et l’Est,.
Dans cette contextualisation, la selection de l'Allemagne de l'Ouest voit le jour et la DFB renaît le 1er juillet 1949, peu après la fondation de la République fédérale d'Allemagne. Elle retrouve son affiliation auprès de la FIFA en 1950, seulement deux mois après la Coupe du monde 1950, à laquelle la Mannschaft ne pouvait donc ni s'inscrire ni participer. Déjà sélectionneur entre 1936 et 1942, l'entraîneur Sepp Herberger reprend alors en charge l'équipe nationale. Huit ans, jour pour jour, après le précédent match international disputé par l'équipe d'Allemagne, c'est devant une forte affluence (plus de 100 000 spectateurs) que se déroule en amical le 22 novembre 1950 au Neckarstadion de Stuttgart la rencontre de la renaissance face à la Suisse, le tout premier match de l'équipe de (l'actuelle) République fédérale d'Allemagne (victoire 1-0),.

« On n'a le sentiment d'être redevenu quelqu'un. »

— Helmut Kohl - Chancelier d'Allemagne
La Coupe du monde de 1954 marquera à jamais l'histoire de l'Allemagne, du football allemand, et au-delà du football mondial. L'Allemagne de l'Ouest, entraînée par Sepp Herberger, a participé pour la première fois depuis 1938 à la Coupe du monde. La Mannschaft a affronté l'équipe la plus forte du monde, la Hongrie surnommée le Onze d'or hongrois, les Magyars n'avaient pas perdu un match en l'espace de quatre ans. Alors que les Hongrois avaient largement battu les Allemands au premier tour sur le score de 8-3, les Allemands ont créé l'exploit en battant la Hongrie en finale sur le score de 3-2. Cette victoire allemande sera connue sous le nom de « Miracle de Berne » (en allemand : Das Wunder von Bern). Cette victoire, considérée comme « injuste » par une grande partie de l'opinion en dehors d'Allemagne, a un fort retentissement symbolique car elle incarne le renouveau politique, économique et identitaire de l'Allemagne de l'Ouest, toujours profondément marquée par la Seconde Guerre mondiale. Il s'agit en outre d'une victoire symbolique du Bloc occidental sur le Bloc de l'Est dans un contexte de Guerre froide.

### Algérie contre Sepp Herberger en 1964
Avant l'indépendance de l'Algérie, l'équipe du FLN a affronté de nombreuses équipes, notamment européennes, principalement des nations du bloc de l'Est telles que l'Union soviétique (où l'équipe post-algérienne a infligé la défaite la plus lourde de l'histoire de l'Union soviétique avec un score de 6-0 en 1959), la Bulgarie, la Hongrie (seulement quelques années après l'équipe en or hongroise) et d'autres, mais elle n'a jamais eu l'occasion de jouer contre l'Allemagne de l'Est, du moins avant l'indépendance.
Après l'indépendance, l'équipe nationale algérienne est créée et dans le but de capitaliser sur l'enthousiasme suscité par l'indépendance, une décision politique est prise pour que l'équipe affronte en matchs amicaux des adversaires prestigieux. Ainsi, les Verts d'Algérie rencontrent un an après leur indépendance la Tchécoslovaquie, finaliste de la dernière Coupe du monde en 1962 au Chili et troisième du Championnat d'Europe 1960 en France. Les Verts s'imposent sur le score impressionnant de 4-0. La première équipe allemande que l'équipe algérienne allait affronter pour la première fois de son histoire n'était pas l'Allemagne de l'Est (comme on aurait pu le penser à l'époque en raison d'un rapprochement entre l'Algérie et le bloc de l'Est), mais bien l'Allemagne de l'Ouest entraînée par Sepp Herberger en 1964,.
Sepp Herberger, une figure emblématique du football allemand, a un passé controversé en raison de ses liens supposés avec les nazis. Il sera reconnu comme l'architecte principal, voire le principal artisan, de la victoire de l'Allemagne à la Coupe du monde de 1954 en Suisse. En tant qu'entraîneur depuis 1936, il a dirigé l'équipe allemande pendant une période officielle de 28 ans de 1936 à 1964 (avec une interruption de 8 ans entre 1942 et 1950 en raison de la Seconde Guerre mondiale et de la reconstruction de l'Allemagne). Le match contre l'Algérie en 1964 sera l'un de ses derniers matchs avec la Mannschaft,.
Les Allemands sont arrivés à Alger le soir du Nouvel An de 1963 après avoir largement battu le Maroc sur un score de 4-1. Devant 17 000 spectateurs et l'ambassadeur d'Allemagne en Algérie et du president algerien, le Stade du 20-Août-1955 à Alger était complet. L'Algérie alignera sur le terrain d'anciens joueurs du FLN tels que Saïd Amara, Abderrahmane Boubekeur, Rachid Mekhloufi, Ahmed Oudjani , Abderrahmane Soukhane, Ahmed Zitoun. L'Allemagne de l'Ouest sera composée de joueurs tels que Hans Tilkowski, Uwe Seeler, Helmut Haller, Karl-Heinz Schnellinger. Cette équipe allemande sera finaliste 2 ans plus tard à la Coupe du monde 1966 contre l'Angleterre.
| Entraîneur :   |
| Smaïl Khabatou |

| Entraîneur :   |
| Sepp Herberger |

| Entraîneur :   |
| Smaïl Khabatou |

| Entraîneur :   |
| Sepp Herberger |

Lors d'un match soutenu entre les deux équipes, l'Algérie sort victorieuse contre la RFA avec un score de deux buts à zéro, grâce à des buts de Mahi Khennane dès la 3e minute (joueur du Stade rennais) et d'Ahmed Oudjani (joueur du RC Lens) à la 30e minute, ainsi qu'à l'arrêt d'un penalty par Abderrahmane Boubekeur face à Werner Krämer à la 61e minute. Malgré l'entrée de Wolfgang Overath (qui deviendra par la suite un joueur historique de l'Allemagne de l'Ouest champion du monde 1974), la physionomie du match ne change pas et la sélection algérienne entrainer par Smaïl Khabatou crée la surprise en battant l'équipe allemande sur un score de 2-0.

« L’Algérie a une équipe très forte qui non seulement s’est battue, mais qui a aussi excellemment joué.  »

— Sepp Herberger - Sélectionneur de l'Allemagne de l'Ouest
Après le match de 1964, l'Algérie n'a plus affronté l'Allemagne de l'Ouest avant le célèbre match de la Coupe du monde de 1982. Pendant les années 70, l'Algérie a rencontré à plusieurs reprises l'Allemagne de l'Est. Dix ans après le match contre l'Allemagne de l'Ouest à Alger, le 28 février 1974, les Algériens ont subi une défaite 1-3 face aux Allemands de l'Est. Contrairement à l'Allemagne de l'Ouest, qui a historiquement du mal à l'emporter contre l'Algérie, l'Allemagne de l'Est se révèle être tout le contraire, la sélection algérienne n'a pas réussi à l'emporter au bout de plusieurs rencontres en amicaux ou en officiels, il a fallu attendre la fin des années 80 pour voir l'Algérie remporter la victoire contre la RDA. Avant le match contre l'Allemagne de l'Ouest lors de la Coupe du monde 1982, l'Algérie a affronté la sélection est-allemande aux Jeux olympiques de 1980 et a subi une défaite 2-0, c'est la seule fois que les Verts ont affronté l'Allemagne de l'Est en tournoi officiel, jusqu'à la réunification allemande en 1990.

## Coupe du monde 1982
Pour un article plus général, voir Coupe du monde de football 1982.
Le 6 juillet 1966, lors du congrès de la FIFA à Londres, les hôtes des trois prochaines éditions de la Coupe du monde de football à partir de 1974 ont été désignés. L'Allemagne de l'Ouest a été choisie pour accueillir l'édition de 1974, l'Argentine pour celle de 1978, et l'Espagne pour celle de 1982. Le mondial de 1982 a marqué le premier rassemblement de 24 nations et a été le dernier à comporter deux phases de poules. Pour la première fois dans l'histoire de la Coupe du monde, les cinq continents (soit les six confédérations) étaient représentés en phase finale. Ce contexte s'inscrit dans l'Espagne post-franquiste, un an après la tentative de putsch aux Cortes.

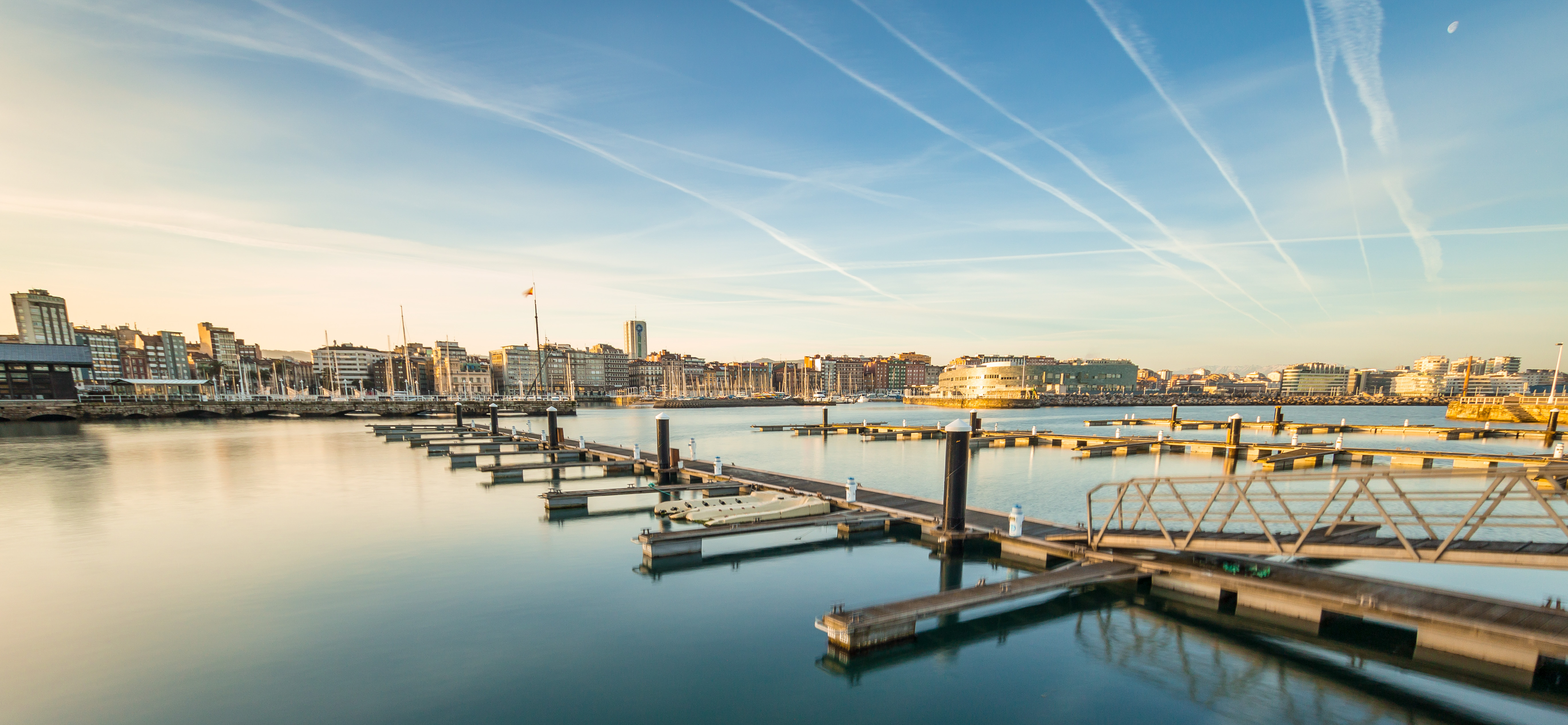
La ville de Gijon est l'hôte du groupe 2 de la Coupe du monde 1982.

### Tirage: Groupe II
Avant le tirage au sort, les 24 équipes seront réparties dans 4 chapeaux, avec 6 équipes dans chaque chapeau. Le chapeau principal contiendra les équipes de premier plan, c'est-à-dire les équipes considérées comme favorites pour remporter la Coupe du monde. Dans les têtes de série, on retrouvera l'Espagne en tant que pays hôte, l'Allemagne de l'Ouest championne d'Europe en titre qui est considérée comme  la deuxième équipe la plus forte des têtes de série selon les bookmakers anglais, derrière le Brésil,. L'Argentine, championne du monde en titre chez elle en 1978, l'Italie et l'Angleterre sont les autres têtes de série. Les chapeaux A et B seront principalement constitués d'équipes européennes telles que la Belgique, finaliste de la dernière Euro, et la France. Le dernier chapeau (chapeau C) sera uniquement composé d'équipes non-européennes participant pour la première fois à la coupe du monde. Parmi elles, il y aura l'Algérie, qui après avoir bataillé en zone de qualification africaine, a décroché sa première qualification pour une coupe du monde.
Le tirage au sort de la phase finale a eu lieu le 16 janvier 1982 au Palais des Congrès de Madrid, sous la supervision de Sepp Blatter, secrétaire général de la FIFA. Pour la deuxième fois dans l'histoire du tournoi, un système inédit de machines à loteries a été utilisé. Contrairement à 1978, les têtes de série ont été préalablement affectées à leur groupe respectif, avec leur « position » déjà déterminée pour l'ordre des matchs et le calendrier. L'Allemagne de l'Ouest, redoutée par la plupart des équipes, a été placée dans le groupe 2 après le tirage au sort effectué par le système de loterie. Elle sera accompagnée par l'Autriche, considérée comme l'équipe la plus redoutable du chapeau A (avec la Tchécoslovaquie), que l'Allemagne de l'Ouest avait déjà affrontée lors des phases de qualifications, remportant facilement les matchs, aller et retour. Le Chili, finaliste de la dernière Copa América 1979, a été tiré du chapeau B, et enfin, l'Algérie a été désignée dans le dernier chapeau. Ainsi, le groupe 2 sera composé de : L'Allemagne de l'Ouest, l'Autriche, le Chili et l'Algérie.
Les six matchs du groupe 2 se dérouleront dans deux stades différents. Le premier est le Stade El Molinón situé dans la ville de Gijón, qui sera le stade principal de l'équipe allemande en tant que tête de série, tandis que le deuxième est le Stade Carlos-Tartiere à Oviedo. En tant que tête de série, l'Allemagne de l'Ouest affrontera en premier le quatrième du groupe 2, ce qui signifie que le premier match du groupe 2 sera entre l'Allemagne de l'Ouest et l'Algérie.
|   | Équipe               | Pts | J | G | N | P | Bp | Bc | Diff |
| 1 | Allemagne de l'Ouest | 0   | 0 | 0 | 0 | 0 | 0  | 0  | 0    |
| 2 | Autriche             | 0   | 0 | 0 | 0 | 0 | 0  | 0  | 0    |
| 3 | Chili                | 0   | 0 | 0 | 0 | 0 | 0  | 0  | 0    |
| 4 | Algérie              | 0   | 0 | 0 | 0 | 0 | 0  | 0  | 0    |

| J 1 | 16 juin 1982 | Allemagne de l'Ouest | - | Algérie  |
| J 1 | 17 juin 1982 | Chili                | - | Autriche |
| J 2 | 20 juin 1982 | Allemagne de l'Ouest | - | Chili    |
| J 2 | 21 juin 1982 | Algérie              | - | Autriche |
| J 3 | 24 juin 1982 | Algérie              | - | Chili    |
| J 3 | 25 juin 1982 | Allemagne de l'Ouest | - | Autriche |

## David contre Goliath

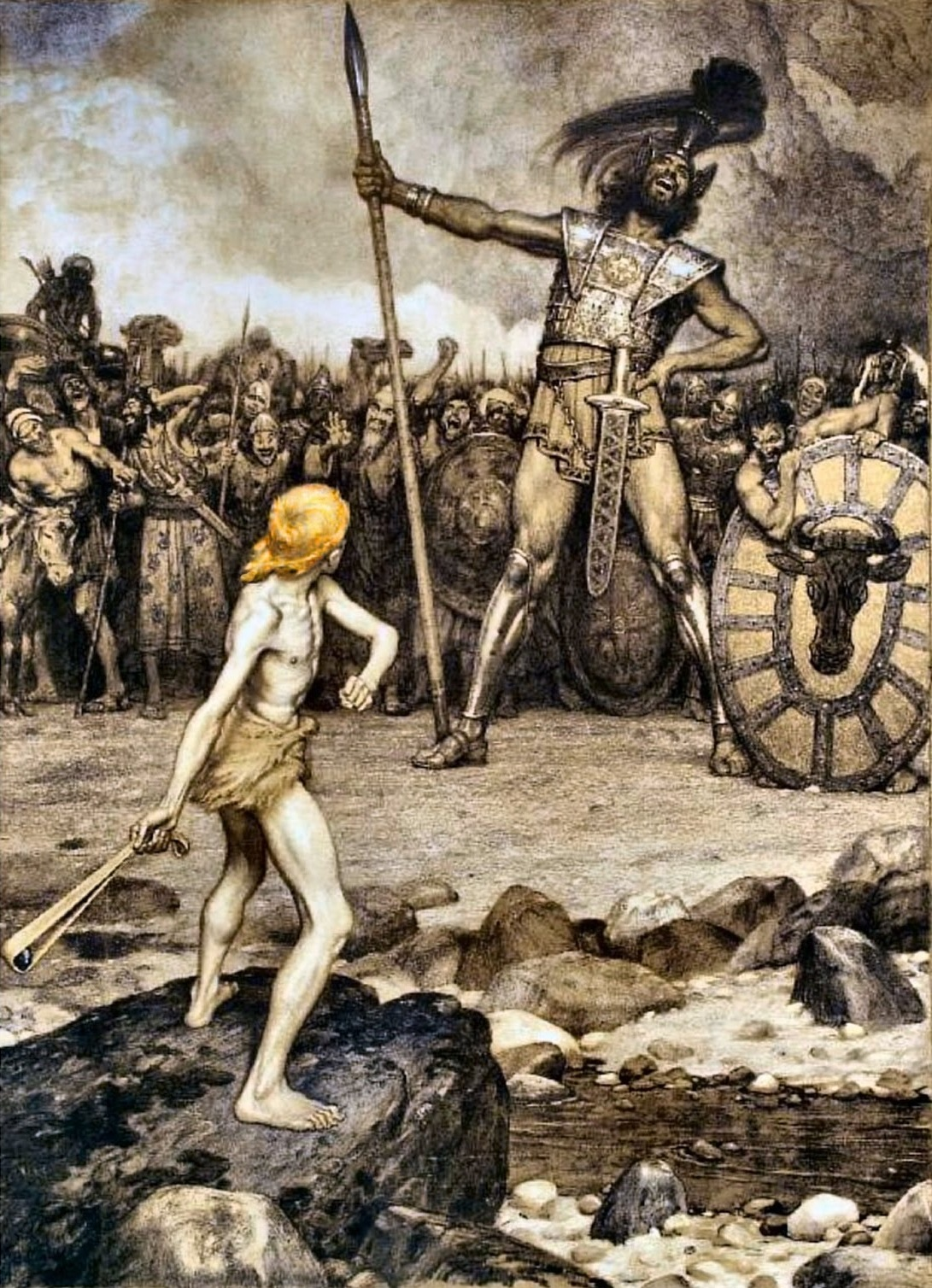
David et Goliath (1888) de Osmar Schindler.

Le match Allemagne de l'Ouest-Algérie de 1982 demeure l'un des matchs les plus mémorables de l'histoire du football algérien, allemand et mondial. Près de 20 ans après leur dernière rencontre amicale à Alger, les Algériens affrontent l'Allemagne de l'Ouest lors d'un match officiel de la Coupe du monde.
En contraste avec le match amical de 1964, lors duquel l'Algérie aurait affronté une équipe allemande en déclin (Sepp Herberger ayant mis fin à son long règne à la tête de la sélection allemande la même année en 1964), cette fois-ci, les Algériens se retrouvent en position de "petit poucet" face aux Allemands de l'Ouest, non seulement pour ce match, mais aussi pour l'ensemble de la Coupe du monde 1982. C'est la première participation des Algériens à un tournoi international, après avoir échoué à se qualifier à trois reprises lors des phases de qualification en zone Afrique (1970, 1974 et 1978). En revanche, les Allemands de l'Ouest participent à leur dixième Coupe du Monde en autant de participations (la huitième consécutive), ce qui fait de la Nationalmannschaft la seule sélection, avec le Brésil, à n'avoir jamais échoué en phase de qualification,.
Depuis sa première participation à la Coupe du monde en 1934, l'Allemagne de l'Ouest, héritière de l'Allemagne d'avant-guerre, n'a jamais été éliminée en phase de groupe d'une Coupe du monde. Les Allemands ont d'ailleurs réalisé plusieurs performances historiques remarquables, démontrant une régularité exceptionnelle. Avant le match entre les Algériens et les Allemands, les faits montrent que depuis 1954 :
- L'Allemagne de l'Ouest a toujours réussi lors des phases de groupe.
- L'Allemagne de l'Ouest n'a jamais été battue lors de son premier match de groupe.
- En phase de groupe, l'Allemagne de l'Ouest n'a jamais été battue par une équipe non-européenne.
- Depuis la Coupe du monde de 1954, l'Allemagne de l'Ouest n'a plus subi de défaite en phase de groupe, à l'exception de la défaite contre l'Allemagne de l'Est en 1974, qui selon de nombreux personnes aurait pu être intentionnelle afin d'éviter les Pays-Bas par la suite[22],[23],[note 6].

| Classement | Équipe               | Score total | Points précédents | +/- Positions |
| ---------- | -------------------- | ----------- | ----------------- | ------------- |
| 1          | Allemagne de l'Ouest | 2112        | 2023              | 0             |
| 2          | Brésil               | 2091        | 2045              | 0             |
| 3          | Argentine            | 2007        | 1999              | 2             |
| 36         | Algérie              | 1676        | 1675              | 1             |

De nos jours, il existe le classement FIFA qui permet de classer les équipes en fonction de leurs performances sportives. En revanche, en 1982, il n'existait pas officiellement un tel classement. À la place, on trouvait ce qu'on appelait le Classement mondial de football Elo. Pendant longtemps, ce classement n'était pas officiel, mais depuis juin 2018, la FIFA s'est également basée sur le classement Elo. Contrairement au classement FIFA, qui existe depuis 1993, le classement Elo a une portée historique, remontant jusqu'à 1901, année de début du football international. Dans le contexte du match entre l'Allemagne et l'Algérie, selon le classement Elo de 1982, l'Allemagne était l'équipe classée première au monde, tandis que les nouveaux venus algériens occupaient la 36e place mondiale.

« Tout cela n’a conduit qu’à une seule conclusion : c’est ici que David et Goliath se sont rencontrés.  »

— Fédération allemande de football
Ces données historiques et statistiques laissent présager un match très facile pour les joueurs Allemands dont ces derniers ne manqueront pas d'arrogance vis-à-vis des Algériens avant le match. Pendant les années 80, ainsi que par la suite, les spécialistes du football européen utiliseront souvent l'expression "David contre Goliath" pour décrire le match entre l'Allemagne de l'Ouest et l'Algérie, opposant le Goliath allemand au David algérien,,.

### Le David algérien

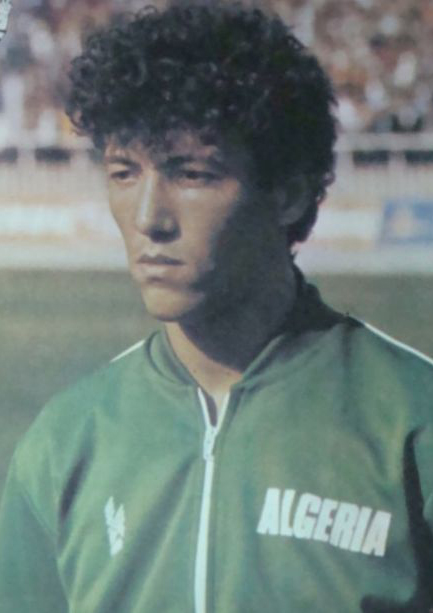
Merzekane
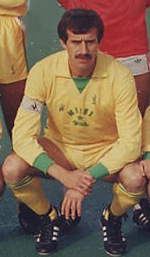
Fergani
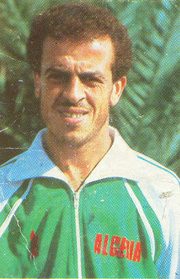
Assad
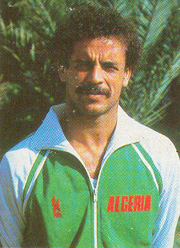
Belloumi
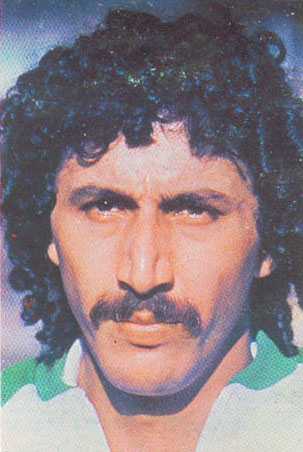
Zidane
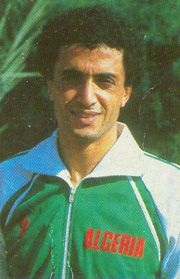
Bensaoula
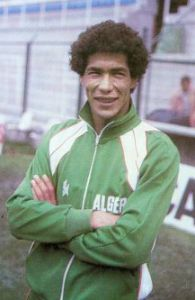
Bencheikh
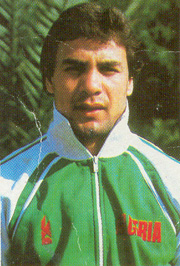
Madjer

| Nation  | Coupe du monde      | Coupe d'Afrique | Jeux olympiques      |
| ------- | ------------------- | --------------- | -------------------- |
| Algérie | Première apparition | 0 · 1980        | Quart de finale 1980 |
| Total   | 0                   | 0               | 0                    |

L'Algérie participe pour la première fois à la Coupe du monde de football, avec une équipe considérée comme l'outsider du tournoi. Mahieddine Khalef sera l'entraîneur de l'équipe, après avoir entraîné dans un premier temps la JS Kabylie, qui a réalisé une belle performance sous sa direction. En effet, un an avant la Coupe du monde 1982, il a remporté la Ligue des champions de la CAF en 1981, une première dans l'histoire de la JS Kabylie et la deuxième de toute l'Algérie. Ses succès en club lui ont valu d'être appelé à prendre la tête de l'équipe nationale après la démission de Rachid Mekhloufi en avril 1979. Sous sa direction, l'Algérie s'est qualifiée pour les Jeux olympiques de 1980 à Moscou, la Coupe d'Afrique des nations 1980, et s'est qualifiée pour la Coupe du monde 1982. Pour la Coupe du monde, Rachid Mekhloufi revient en tant que directeur technique de l'équipe d'Algérie et collaborera avec Mahieddine Khalef, bien que ce dernier ait le dernier mot dans le choix final des joueurs et des décisions pour la sélection,.
Les résultats sportifs de leurs homologues allemands étant à l'opposé, les Algériens ont mis près d'une décennie après leur indépendance en 1962 pour concrétiser des résultats au niveau du football. L'Algérie s'est qualifiée pour la première fois à la Coupe d'Afrique des Nations 1968 en Éthiopie, mais les Verts ont été éliminés dès le premier tour. Il faudra attendre près de 10 ans pour que l'Algérie se qualifie de nouveau à la Coupe d'Afrique en 1980 au Nigeria, où cette fois-ci, les Guerriers du désert, comme on les surnomme, iront jusqu'en finale mais perdront contre le pays organisateur, le Nigeria.
Deux ans avant le mondial 1982 en Espagne, l'Algérie se qualifie pour la première fois au Jeux olympiques. Les verts participer précisément aux Jeux olympiques de 1980 en Union soviétique, ces Jeux furent marqués par le boycott d'une cinquantaine de nations essentiellement occidentales (dont l'Allemagne de l'Ouest) à la suite de l'invasion de l'Afghanistan par l'Union soviétique en 1979.
Si les années 60 ont marqué le début de la jeune nation algérienne et par conséquent une politique intérieure pas nécessairement axée sur le développement du sport, les années 70 ont marqué une réelle volonté de l'Algérie de briller sur la scène internationale à travers le sport, et en particulier le football, laissant ainsi une empreinte indélébile dans son histoire. Les résultats de l'Algérie au début des années 80, avec une participation aux Jeux Olympiques et une finale de la Coupe d'Afrique des Nations, ne sont pas le fruit du hasard. L'Algérie remporte la première édition de la Coupe d'Afrique des moins de 20 ans face à la Guinée, permettant ainsi à l'équipe de se qualifier pour la première fois à la Coupe du monde des moins de 20 ans en 1979, au Japon. L'exploit de l'Algérie est d'être la première équipe africaine moins de 20 ans de l'histoire à franchir le premier tour. Les Algériens seront éliminés sur le score de 5-0 en quarts de finale face au futur champion de la compétition, l'Argentine ; Diego Maradona y marquera un but.
| Match          | Adversaire   | Lieu                                                 | Score cumulé |
| Premier tour   | Sierra Leone | Brookfields National Stadium - Stade Ahmed-Zabana    | 5-3          |
| Deuxième tour  | Soudan       | Stade Chahid-Hamlaoui - Stade de Khartoum            | 3-1          |
| Troisième tour | Niger        | Stade Chahid-Hamlaoui - Stade Général-Seyni-Kountché | 4-1          |
| Quatrième tour | Nigeria      | Stade Chahid-Hamlaoui - Lagos National Stadium       | 4-1          |

Avant de se qualifier pour la Coupe du Monde 1982, l'Algérie a dû disputer des matchs de qualification assez difficiles. Contrairement à la zone européenne, qui bénéficie de quatorze places (treize places qualificatives plus l'Espagne, pays hôte), l'Afrique devait se contenter de seulement deux places qualificatives pour la Coupe du monde.
Vingt-neuf équipes nationales africaines postulèrent à l'une des deux places qualificatives pour la phase finale de la Coupe du monde 1982 octroyées à la Confédération africaine de football (CAF). La qualification se déroula sous la forme d'un tournoi à élimination directe en matchs aller-retour comportant quatre tours successifs. La répartition géographique des différents États fut prise en compte pour le tirage au sort du premier tour. Certaines sélections furent exemptes du premier tour disputé entre mai et juillet 1980. Les deuxième et troisième tours se déroulèrent à la fin de l'année 1980 et en avril-mai 1981 respectivement. En octobre et novembre 1981, les vainqueurs des deux confrontations du quatrième tour se qualifièrent pour la Coupe du monde.
L'Algérie a affronté la Sierra Leone au premier tour dans un match assez disputé. Lors du match aller, les Algériens étaient menés 2-0 à la 60e minute avant de revenir grâce à Tedj Bensaoula qui a réduit le score à la 72e minute, suivi de Lakhdar Belloumi qui a égalisé à la 85e minute. Au match retour, les Algériens ont accompli leur mission en s'imposant sur le score de 3-1 . Au deuxième tour, les Verts ont affronté le Soudan au match aller à Constantine, et l'Algérie s'est imposée sur le score de 2-0. Au match retour à Khartoum, les Algériens ont obtenu un match nul synonyme de qualification. En demi-finale, l'Algérie a affronté une faible équipe du Niger et, sans surprise, les finalistes de la CAN 1980 se sont qualifiés aisément en s'imposant 4-0 à domicile , malgré une défaite au retour sur le score de 1-0 ,. Lors du match de barrage, l'Algérie a rencontré le Nigeria, champion d'Afrique en titre, pour prendre sa revanche en s'imposant à deux reprises face aux "Super Eagles", 0-2 à l'extérieur  et 2-1 à domicile,.
La génération talentueuse de joueurs qui constituait l'équipe algérienne de 1982 est naturellement la continuation de l'équipe U20 de 1979, ainsi que de l'équipe qui a participé aux Jeux Olympiques de Moscou en 1980. Elle sera historiquement considérée, du moins en Algérie, comme l'âge d'or du football algérien. Des joueurs tels que Salah Assad, Rabah Madjer, Ali Fergani, Lakhdar Belloumi, Chaâbane Merzekane, pour n'en citer que quelques-uns, seront considérés comme l'aboutissement d'une véritable volonté de formation et de savoir-faire algérien dans le domaine du football,,.
- Merzekane
- Fergani
- Assad
- Belloumi
- Zidane
- Bensaoula
- Bencheikh
- Madjer

#### Rabah Madjer

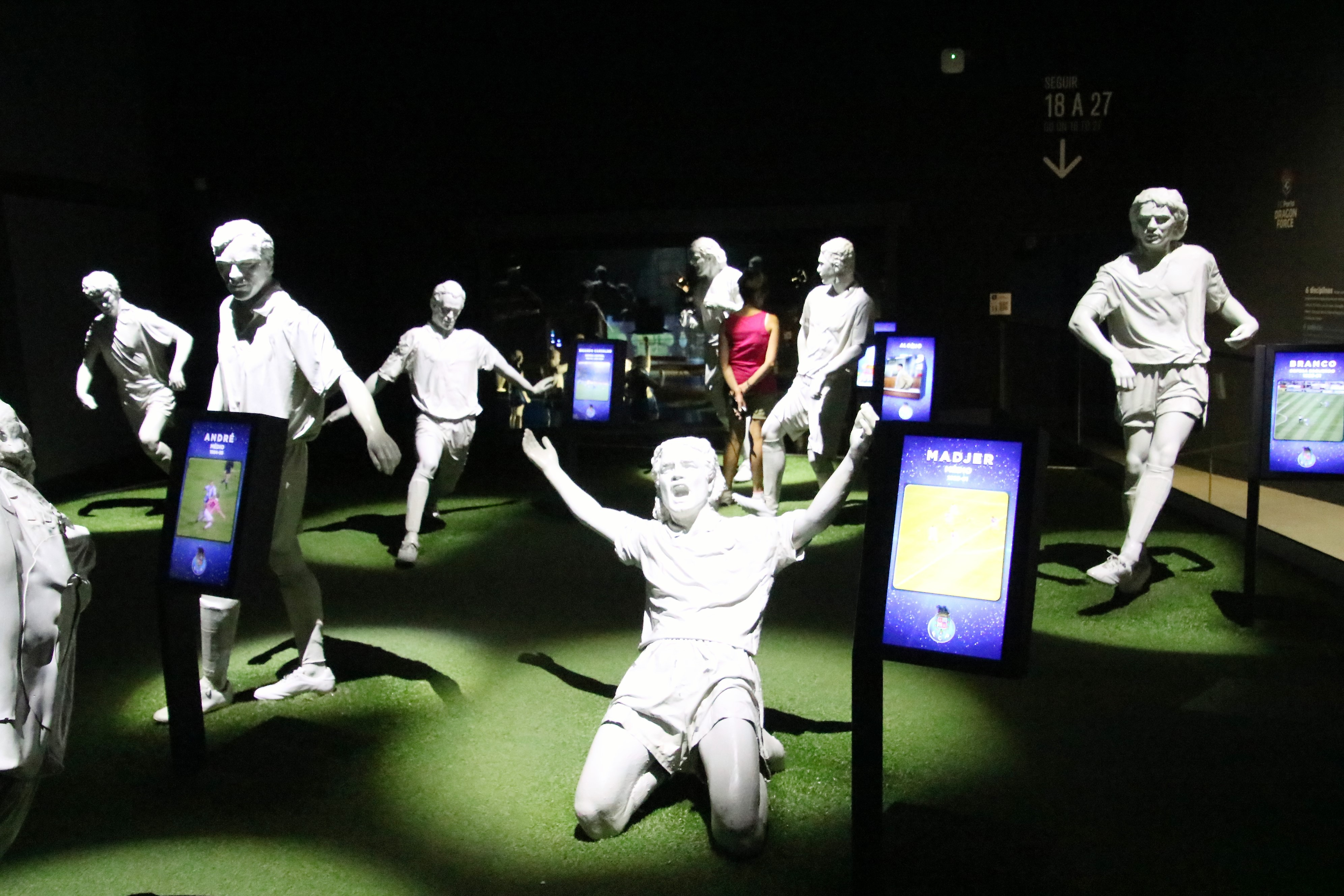
Une statue représentant Rabah Madjer célébrant son but contre le club allemand du Bayern Munich.

Symbole du football algérien et africain, Rabah Madjer restera l'une des rares figures africaines et algériennes dans l'histoire du football. Après la Coupe du monde de 1982, sa renommée atteindra l'échelle mondiale, notamment grâce à son passage au FC Porto à partir de 1985. Madjer laissera une empreinte indélébile dans l'histoire du football, notamment lors de sa performance remarquable en finale de la Ligue des champions de 1987 contre la redoutable équipe allemande du Bayern Munich, où il inscrira un but historique qui portera son nom. Sa prestation contre l'Allemagne de l'Ouest lors de la Coupe du monde 1982 contribuera également à forger sa renommée dans le monde du football.
Né le 15 décembre 1958 à Alger, Madjer a principalement suivi sa formation au NA Hussein Dey après la Coupe du monde 1982. Rabah Madjer a été l'un des rares footballeurs algériens de l'époque à quitter le pays, car les autorités algériennes étaient peu enclines à laisser partir ces joueurs à l'étranger, surtout en Europe. Madjer est arrivé à Paris en 1983, où il a rejoint le RC Paris pour une période de 2 ans. Après son séjour dans la capitale française, il a été recruté par le FC Porto sous l'impulsion du président du club, Jorge Nuno Pinto da Costa, qui considérait Rabah Madjer comme la meilleure recrue de l'histoire du club.

« Pour moi, ce fut Madjer. C’est subjectif, ça dépend de la conception que chacun se fait du football. Si on aime le football offensif, on va naturellement choisir un attaquant, si on aime le foot défensif, on va désigner un défenseur. Peut-être même qu’on ne devrait pas dire que Madjer a été le meilleur. Ce que je peux dire en tout cas, sans craindre d’être contredit, c’est que le plus complet était Madjer, parce qu’il jouait du pied gauche, du pied droit, qu’il frappait les coups francs avec les deux pieds, qu’il était agressif, rapide, qu’il était bon de la tête, qu’il avait un dribble fantastique… Il n’avait pas de défauts. »

— Jorge Nuno Pinto da Costa - Président du FC Porto
Rabah Madjer avait un style de jeu unique, car il était aussi habile du pied gauche que du pied droit. Certains évoquent sa capacité d'ambidextrie des jambes. Des personnalités du football telles que le joueur argentin Jorge Valdano ou l'entraîneur du Real Madrid, Luis Molowny, lui ont posé la question sur son pied préférentiel, à laquelle le joueur algérien a répondu :

« Je vais vous raconter une anecdote, Matado m’a déjà posé la même question, et je lui ai répondu que c’est confidentiel ! Je ne peux pas vous répondre, avant d’ajouter : Dans ma famille, il y a des gauchers, des droitiers, mais moi je ne sais pas, je ne suis ni l’un ni l’autre, je ne me comprends pas… ! »

— Rabah Madjer
Madjer est selon l'IFFHS aussi, l'un des 100 meilleurs joueurs de l'histoire du football. Il est un des cinq Africains qui font partie du classement, les quatre autres étant respectivement George Weah, Roger Milla, Abedi Pele et son compatriote Lakhdar Belloumi. Il est désigné meilleur joueur arabe de tous les temps par l'Al-Ittihad en 2003. Il est cité parmi les 125 meilleurs joueurs mondiaux encore vivants en 2004. Il est considéré comme le deuxième plus grand joueur maghrébin de tous les temps derrière Lakhdar Belloumi. Il est nommé meilleur joueur africain de l'année par la Confédération africaine de football (CAF), en 1987, et trois fois nommé dans le top 3 en 1985, en 1987, et en 1990.

#### Lakhdar Belloumi

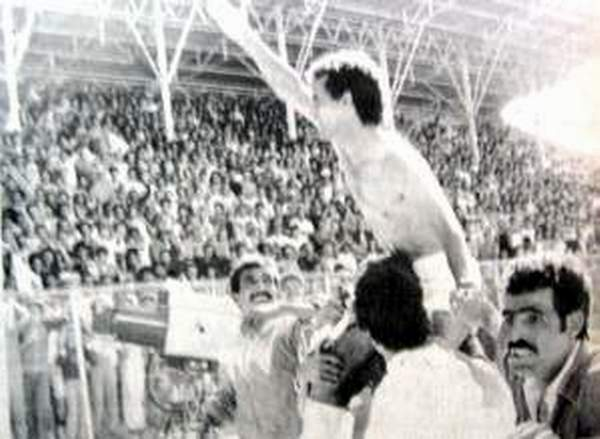
Lakhdar Belloumi, champion d'Algérie avec le GC Mascara en 1984

Natif et formé à Mascara, Lakhdar Belloumi débute lors de la saison 1974-1975 avec son club formateur. En 1976, il signe au SKAF Khemis Miliana, club dirigé par l'allemand Gottlieb Göller, ce dernier est l'un des premiers entraîneurs allemands en Afrique à diriger un club africain. C'est au GC Mascara et au MC Oran que la carrière de Belloumi prend une autre dimension. Dans sa ville natale, Belloumi réussit l'exploit de devenir champion d'Algérie durant la saison 1983-1984. Au Mouloudia, son palmarès s'enrichit puisqu'il remporte le championnat algérien en 1987-1988, mais il sera finaliste de la Ligue des Champions de la CAF en 1989.
Sa carrière internationale sera bien plus marquante qu'en club. D'abord, Lakhdar Belloumi est l'un des rares joueurs au monde à avoir évolué dans toutes les catégories nationales. Il commence en 1974 avec les cadets, puis passe par les juniors en 1977, l'équipe olympique en 1979, ainsi que l'équipe militaire en 1979. Il sera l'artisan de l'épopée algérienne à la Coupe d'Afrique de 1980, grâce en partie à ses performances sportives. Les Verts atteindront pour la première fois de leur histoire une finale continentale, malgré la défaite face au pays organisateur, le Nigeria, au stade du Suruleré. Il sera sans surprise dans l'équipe type de la compétition.
En juillet, il participe aux Jeux olympiques de Moscou où il brille en menant l'Algérie en quarts de finale, ce qui le fait connaître à l'échelle internationale. En septembre, il subit sa première grande blessure lors d'un match contre l'USM El Harrach, l'éloignant des terrains pendant quatre mois et le contraignant à subir une opération du ménisque. Son retour en 1981 est déterminant en équipe nationale, car après avoir marqué deux buts contre le Niger et deux autres contre le Burkina Faso, il contribue à la qualification pour la Coupe du monde 1982 en marquant un but lors de chacun des deux matchs contre le Nigeria en octobre. Ces performances lui valent d'être observé par le FC Barcelone, mais les autorités algériennes de l'époque interdisaient à des joueurs de moins de 28 ans (sauf exception rare comme Majder entre autres) de quitter le territoire algérien,.

« C’était à la fin du match contre le Nigéria pour le compte des éliminatoires de la Coupe du monde 1982. Helenio Herrera est venu spécialement me superviser à Constantine pour négocier mon transfert. On s’est vu après le match, il m’a alors proposé de jouer au Barça. Je lui ai fait savoir que la loi de la Fédération algérienne de football ne permettait pas aux joueurs algériens d’évoluer à l’étranger avant l’âge de 27 ans. Il n’en revenait pas. Mais comme il me voulait à tout prix, il a insisté à ce que je l’accompagne au siège de la Fédération pour essayer d’avoir une dérogation pour moi. Je me souviens qu’on est allé voir le secrétaire général de la FAF le regretté Moulay. Il lui a expliqué que ce n’était pas possible parce que la loi ne le permettait pas ! »

— Lakhdar Belloumi
En 1981, il a remporté le Ballon d'or africain, devenant ainsi le tout premier joueur algérien à recevoir cette distinction de France Football. Cela s'est produit avant le match retour contre le Nigeria à Constantine, au cours duquel il a marqué le premier but, aidant ainsi l'Algérie à remporter la victoire par deux buts à un. En plus du FC Barcelone, de nombreux grands clubs européens tels que le Paris Saint-Germain, la Juventus et le Real Madrid ont manifesté un réel intérêt pour lui, mais le joueur restera le reste de sa carrière en Algérie,.

« Belloumi n'a rien à envier à Platini ou Maradona parce qu'il est plus mobile que l'argentin, plus travailleur que le français, aussi technicien que le premier et aussi vif et adroit que le second. »

— Robert Vergne dans le magazine France Football

« Quel formidable meneur de jeu ce gars là, il vaut bien un quatuor d'attaquants ! »

— Raymond Domenech
Lakhdar Belloumi est à l'origine de la technique de la passe en aveugle, un mouvement de football qui consiste à envoyer le ballon à un coéquipier tout en regardant dans une autre direction afin de déstabiliser l'adversaire. Ce geste a été une grande source d'inspiration pour Ronaldinho. En 1982, Belloumi était un membre du trio exceptionnel de l'équipe nationale d'Algérie, aux côtés de Salah Assad et Rabah Madjer, reconnus pour leur excellence technique. Il a été classé quatrième meilleur footballeur africain du siècle, après George Weah, Roger Milla et Abedi Pelé. Pour de nombreux supporters algériens, bien que l'histoire mondiale ait davantage retenu Rabah Madjer pour son talent, c'est bien Belloumi qui est considéré comme le meilleur joueur algérien de tous les temps.

### Le Goliath allemand
| Nation               | Coupe du monde | Coupe d'Europe | Jeux olympiques |
| -------------------- | -------------- | -------------- | --------------- |
| Allemagne de l'Ouest | 0 · 1954, 1974 | 0 · 1972, 1980 | · 1964          |
| Total                | 2              | 2              | 0               |

Certains observateurs de l'époque considèrent que l'Allemagne de l'Ouest dominait le football mondial, la Mannschaft enchaînant une série de victoires impressionnante depuis le début des années 80. En 1982, l'Allemagne de l'Ouest était la sélection européenne la plus prestigieuse. En plus de ses résultats sportifs, l'équipe allemande a remporté la Coupe du monde à deux reprises, en 1954 et 1974, et est double championne d'Europe, respectivement en 1972 et 1980. Aucune autre équipe européenne ne possède un palmarès similaire.
L'équipe d'Allemagne de l'Ouest a été l'une des plus performantes en phase finale de la Coupe du monde, aux côtés du Brésil. De 1954 à 1982, les Allemands ont atteint la demi-finale du mondial presque systématiquement. Ils ont été champions en 1954, ont terminé quatrièmes en 1958, ont été éliminés en quart de finale en 1962, finalistes en 1966, troisièmes en 1970, champions du monde en 1974 et éliminés au deuxième tour en 1978. Ainsi, sur sept participations à la Coupe du monde depuis l'après-guerre, les Allemands ont atteint cinq fois les demi-finales, ne manquant ces dernières que deux fois, avec des éliminations assez serrées. La constance impressionnante de l'équipe allemande en Coupe du monde s'est maintenue même après la Coupe du monde 1982. Lors de la Coupe du monde 1990 en Italie, l'international anglais Gary Lineker résumera les performances allemandes dans une phrase célèbre :

« Le football est un sport simple : 22 hommes courent après un ballon pendant 90 minutes et à la fin, les Allemands gagnent.  »

— Gary Lineker - Joueur de l'Angleterre
En Coupe d'Europe, les performances sportives sont assez similaires. L'Allemagne de l'Ouest n'était pas inscrite aux éditions de 1960 et 1964, puis elle a été éliminée au tour préliminaire de l'Euro 1968. C'est la seule fois de l'histoire où la Mannschaft n'a pas disputé la phase finale d'une compétition majeure, que ce soit la Coupe du monde ou le Championnat d'Europe, pour laquelle elle s'était inscrite. C'est en Championnat 1972 que l'histoire des Allemands à l'Euro prend une nouvelle tournure, les Allemands remportent le tournoi en battant en finale l'Union Soviétique sur le score de 3-0, avec un doublé de Gerd Müller. L'édition 1976 voit l'Allemagne de l'Ouest perdre en finale aux tirs au but contre la Tchécoslovaquie d'Antonín Panenka, et elle disputera une troisième finale consécutive contre la Belgique, remportant une deuxième Coupe d'Europe avec notamment un doublé de Horst Hrubesch. Le fait de disputer trois finales d'Euro d'affilée reste encore inégalé de nos jours sur le plan sportif.
L'une des particularités de l'équipe allemande réside dans la stabilité des entraîneurs entre 1926 et 1982, soit pendant 56 ans, l'Allemagne n'a connu que 4 sélectionneurs. En 1978, Jupp Derwall, qui avait précédemment été l'adjoint de Helmut Schön de 1970 à 1978, a été désigné comme sélectionneur. Il serait donc l'entraîneur de la Mannschaft pour le match opposant l'Allemagne de l'Ouest à l'Algérie au Stade El Molinón.
Pour les qualifications de la Coupe du monde 1982, trente-trois équipes européennes étaient en lice pour décrocher l'une des treize places attribuées à la zone Europe. Ces équipes ont été réparties en sept groupes : 
- Six groupes de cinq équipes, où seules les deux premières se qualifient pour la phase finale.

- Un groupe de seulement trois équipes, où seul le vainqueur décroche son billet pour l'Espagne.
| Rang | Équipe               | Pts | J | G | N | P | Bp | Bc | Diff |  | Résultats (▼ dom., ► ext.) |     |     |     |     |     |
| ---- | -------------------- | --- | - | - | - | - | -- | -- | ---- |  | -------------------------- | --- | --- | --- | --- | --- |
| 1    | Allemagne de l'Ouest | 16  | 8 | 8 | 0 | 0 | 33 | 3  | +30  |  | Allemagne de l'Ouest       |     | 2-0 | 4-0 | 8-0 | 7-1 |
| 2    | Autriche             | 11  | 8 | 5 | 1 | 2 | 16 | 6  | +10  |  | Autriche                   | 1-3 |     | 2-0 | 5-0 | 5-1 |
| 3    | Bulgarie             | 9   | 8 | 4 | 1 | 3 | 11 | 10 | +1   |  | Bulgarie                   | 1-3 | 0-0 |     | 2-1 | 4-0 |
| 4    | Albanie              | 2   | 8 | 1 | 0 | 7 | 4  | 22 | -18  |  | Albanie                    | 0-2 | 0-1 | 0-2 |     | 2-0 |
| 5    | Finlande             | 2   | 8 | 1 | 0 | 7 | 4  | 27 | -23  |  | Finlande                   | 0-4 | 0-2 | 0-2 | 2-1 |     |

L'Allemagne de l'Ouest est placée dans le groupe 1 aux côtés de l'Albanie, la Finlande, la Bulgarie et l'Autriche, cette dernière marquera l'histoire de la Coupe du monde 1982 avec le célèbre match de la honte entre les cousins allemands et autrichiens au détriment des Algériens. La Mannschaft réalise un sans-faute en remportant tous ses matchs. Le premier match des Allemands se déroule en Bulgarie, où l'équipe de Jupp Derwall s'impose avec un score de 1-3. L'Autriche, l'adversaire le plus redoutable sur le papier, ne parvient pas à rivaliser avec l'Allemagne, perdant 2-0 à Hambourg et 1-3 à Vienne,. La qualification officielle pour la Coupe du Monde 1982 est obtenue le 14 octobre 1981. L'Allemagne de l'Ouest remporte ses derniers matchs de groupe sans enjeu, battant l'Albanie 8-0 et la Bulgarie 4-0. Avec huit victoires en huit matchs, l'Allemagne de l'Ouest devient la première sélection européenne à réaliser un sans-faute dans un groupe de cinq équipes.
L'attaque de l'équipe allemande est redoutable. Historiquement, la Mannschaft a toujours joué un football offensif. En phase de qualification, les Allemands ont marqué 33 buts en seulement huit matchs, ce qui représente une moyenne de 4 buts par match, et n'ont encaissé que 3 buts. Ainsi, ils possèdent statistiquement la meilleure attaque en Europe et dans le monde. Composée de joueurs de renommée internationale, l'Allemagne de l'Ouest (RFA) peut compter sur de nombreux talents individuels. Par exemple, le podium du Ballon d'Or 1981 était uniquement composé de joueurs allemands. Karl-Heinz Rummenigge, double tenant du titre du Ballon d'Or (1980 et 1981), est considéré comme l'attaquant le plus redoutable de la planète, ayant été le meilleur buteur du monde lors des qualifications avec 9 buts. Paul Breitner, deuxième au classement du Ballon d'Or 1981, était quant à lui considéré comme l'un, voire le meilleur milieu du monde en 1982. D'autres individualités telles que Hans-Peter Briegel, Manfred Kaltz, Pierre Littbarski, Felix Magath, Lothar Matthäus (futur joueur emblématique de la Mannschaft), Horst Hrubesch, et d'autres encore, ont contribué au prestige de l'Allemagne de l'Ouest en 1982, en faisant de cette équipe la plus redoutable et par conséquent l'un des favoris pour remporter la Coupe du monde 1982.

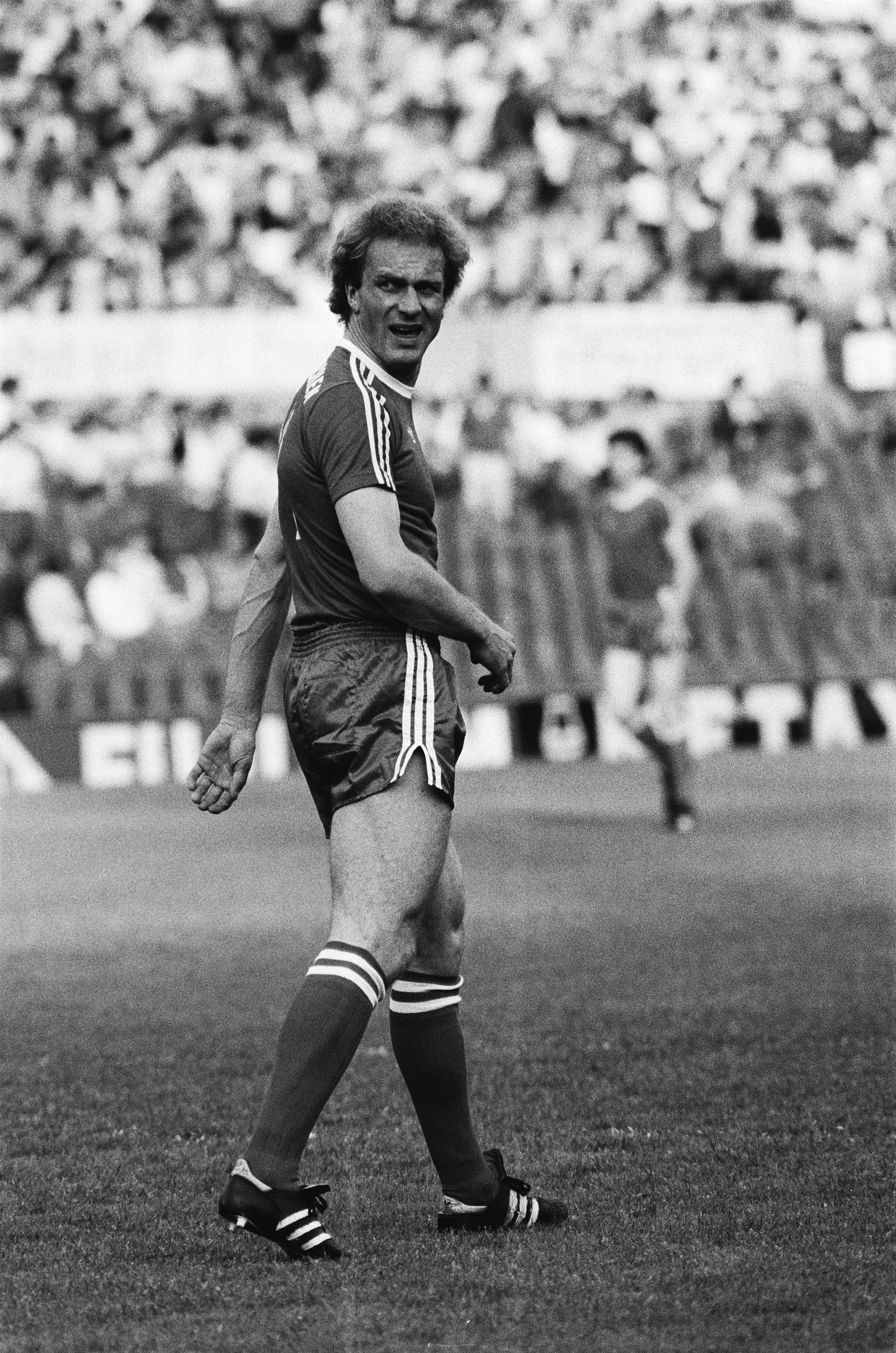
Rummenigge
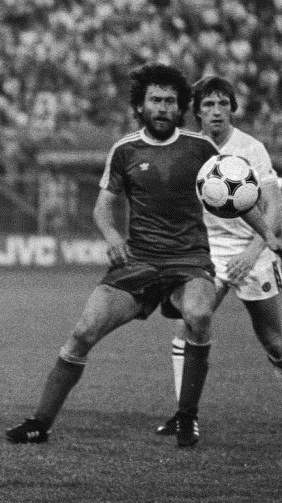
Breitner
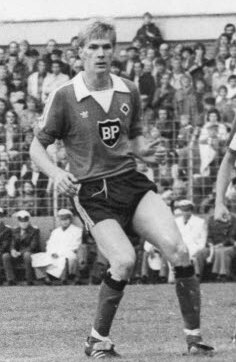
Hieronymus
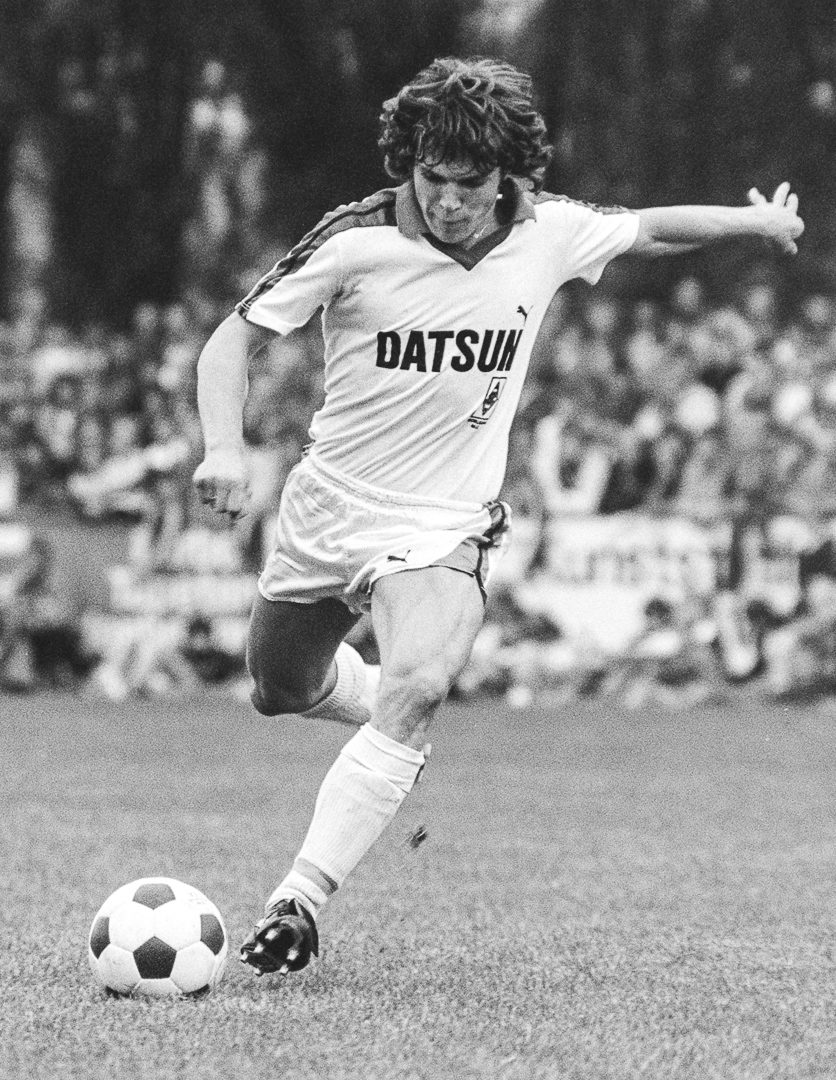
Matthäus
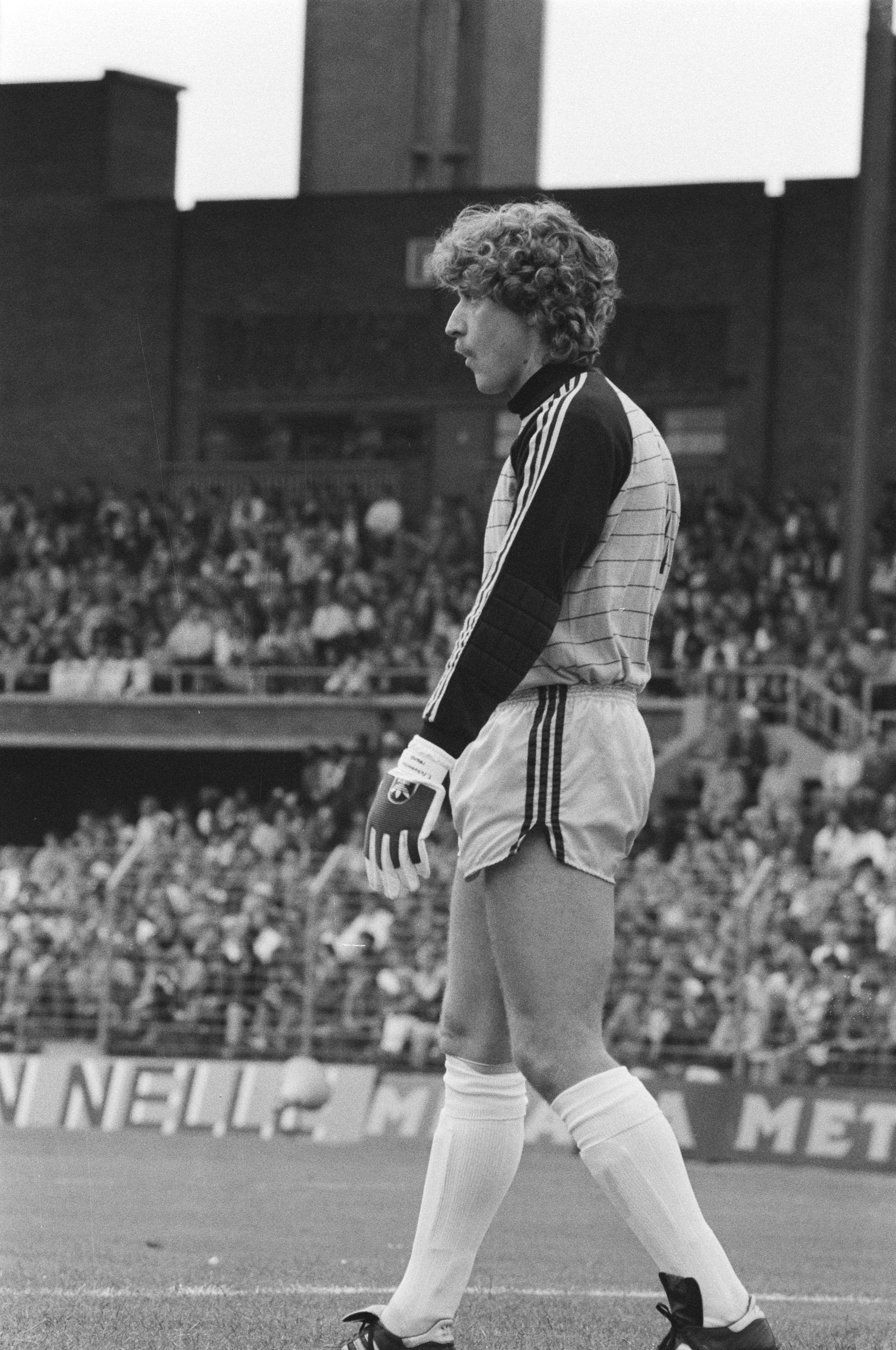
Schumacher
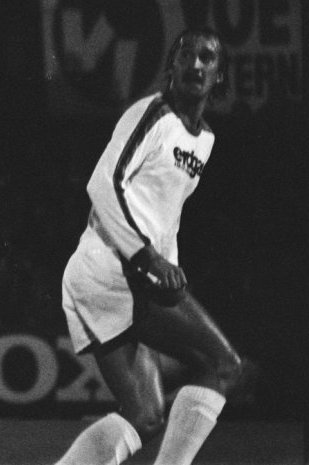
Stielike
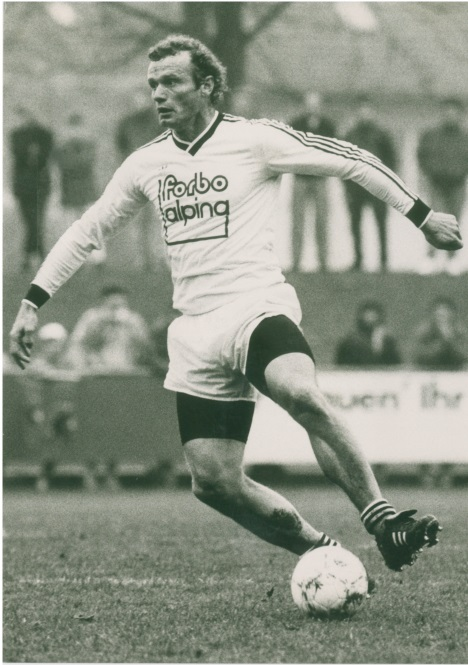
Briegel
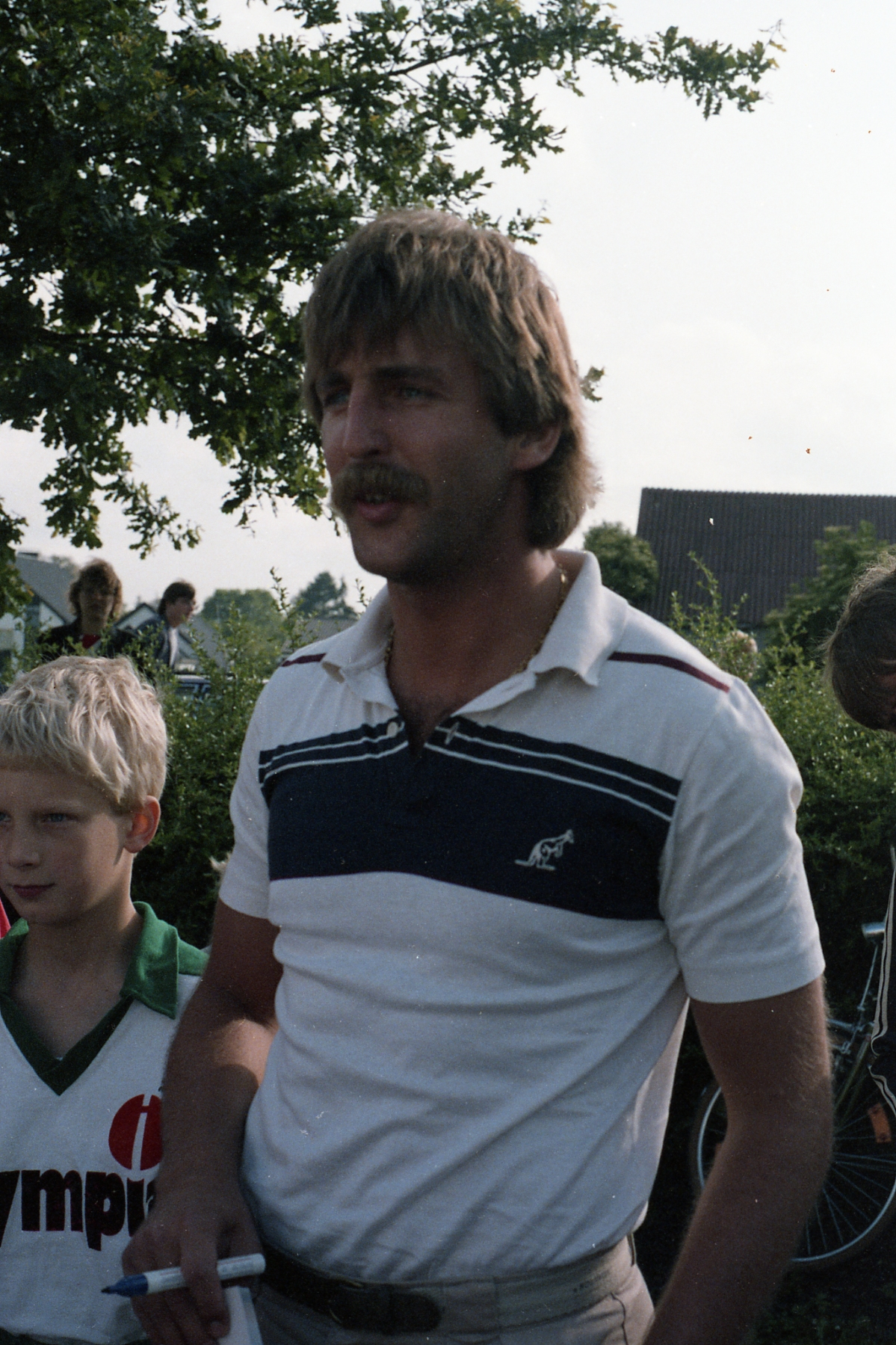
Reinders

#### Karl-Heinz Rummenigge

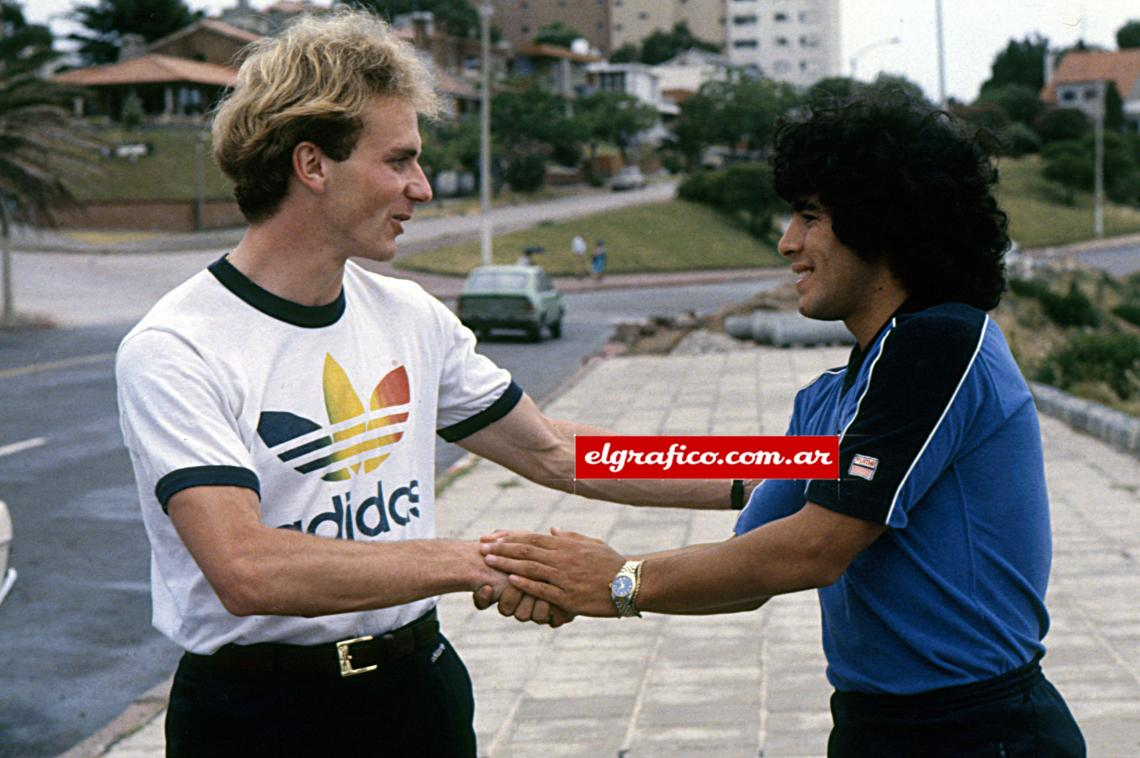
En 1981, Karl-Heinz Rummenigge apparaît à gauche de la photo, aux côtés de Diego Maradona qui se trouve à droite.

Karl-Heinz Rummenigge est reconnu comme l'un des plus brillants attaquants de l'histoire du football allemand et comme l'un des meilleurs joueurs de son époque. Il est le seul joueur allemand, en compagnie de son compatriote Franz Beckenbauer, à avoir remporté le Ballon d'or à au moins deux reprises, respectivement en 1980 et 1981.
Né à Lippstadt en Rhénanie-du-Nord-Westphalie, il a fait toute sa formation au sein du club local, le Borussia Lippstadt. Sa carrière a débuté en 1974, lorsqu'il a été transféré au Bayern Munich. En tant que professionnel, Rummenigge s'est surtout fait remarquer pour son talent à dribbler, plus que pour ses capacités de buteur, notamment à ses débuts. À son arrivée, c'est principalement Gerd Müller qui joue le rôle de finisseur au club. Surnommé « Kalle » en Allemagne, il a remporté à deux reprises la Ligue des champions en 1975 en étant sur le banc face à Leeds United et l'année suivante en 1976, où il était titulaire face à l'AS Saint-Étienne, réalisant un excellent match et permettant à son club de remporter sa troisième Coupe d'Europe consécutive grâce à un but de son compatriote Franz Roth. Karl-Heinz Rummenigge a principalement joué toute sa carrière au Bayern Munich, mais a fait un passage en Italie, notamment à l'Inter Milan, avant de terminer sa carrière en Suisse au Servette FC.

« Karl-Heinz Rummenigge, ou le surnomme l'Ange blond ou Kalle, c'est un pur produit du Bayern Munich, tout en souplesse en changement de vitesse, l'attaquant modèle et moderne qui collectionne les buts et les trophées. »

— Les contes de Grimault - L'Équipe
Il a débuté en équipe nationale allemande le 6 octobre 1976 lors d'une victoire 2-0 contre le Pays de Galles. Il a manqué de peu la participation à l'Euro 1976 en Yougoslavie car il n'a pas été retenu dans la liste finale, mais il a été choisi par Helmut Schön pour la Coupe du monde 1978 en Argentine, où il a inscrit son premier but en Coupe du monde, en phase de groupes contre le Mexique. Deux ans plus tard, à l'Euro 1980 en Belgique, lors de la phase de groupes, Karl-Heinz Rummenigge a marqué son premier but dans un Championnat d'Europe contre l'équipe tenante du titre, la Tchécoslovaquie à la 57e minute. Grâce à ce but, l'Allemagne de l'Ouest a remporté le match 1-0 et s'est qualifiée deux matchs plus tard pour la finale de l'Euro. Le 22 juin 1980, il a remporté l'Euro face à la Belgique et a également reçu le Ballon d'Or la même année.

« C’était un joueur qui savait faire le bon geste au bon moment, difficile à prendre parce qu’il se déplaçait très bien. Sans être imprévisible, on sentait chez lui beaucoup de puissance. »

— Dominique Bathenay
Rummenigge était reconnu comme l'un des meilleurs attaquants de sa génération. On le saluait pour sa polyvalence, sa vitesse, ses dribbles, sa capacité à marquer des buts de près ou de loin, et sa propension à marquer dans des situations difficiles. Il était également apprécié pour son leadership et sa force physique. Toutefois, sa carrière a été entravée par des blessures, surtout après son transfert à l'Inter Milan.

#### Paul Breitner

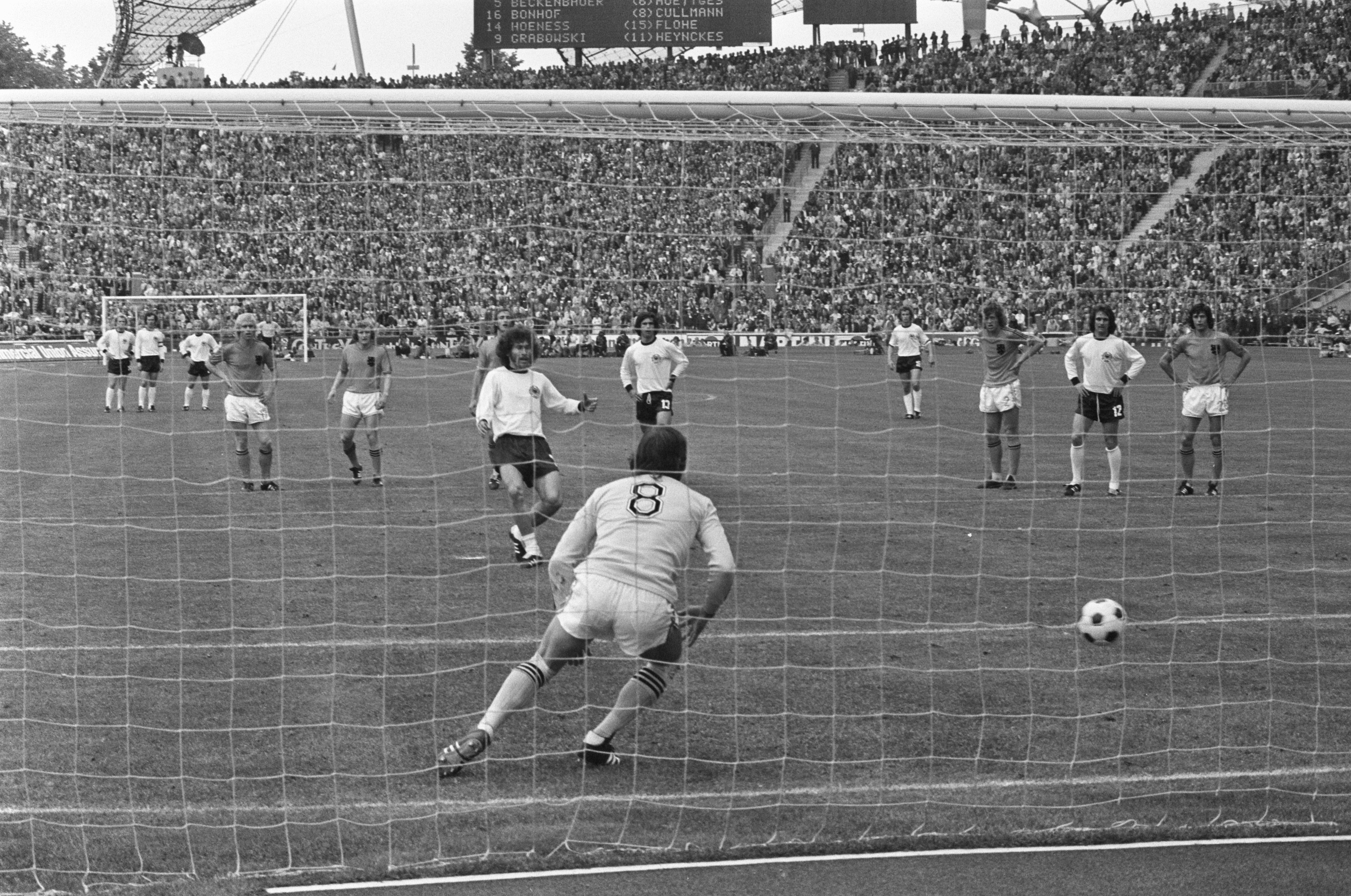
Paul Breitner égalisant sur penalty en finale de la Coupe du monde 1974.

Paul Breitner, joueur controversé mais talentueux, est le seul membre de l'équipe d'Allemagne de l'Ouest de 1982 à avoir remporté la Coupe du monde 1974 et à être encore en activité. Surnommé Der Afro ou encore le Kaiser Rouge, à l'opposé de Franz Beckenbauer réputé pour être un joueur discret et harmonieux, Paul Breitner s'illustre par son franc-parler et ses positions et ne cache pas ses convictions politiques, se décrivant lui-même comme d'extrême gauche, particulièrement marxiste et maoïste. Durant sa carrière de footballeur, Paul Breitner a été confronté à plusieurs reprises aux instances dirigeantes du football, que ce soit au sein de ses clubs ou de l'équipe nationale allemande.
Né en Bavière, Breitner commence sa carrière professionnelle à l'âge de dix-huit ans au Bayern Munich, devenant l'un des plus jeunes joueurs de l'histoire du club. Bien qu'il n'ait pas été un titulaire indiscutable, il était sur le banc lors de la finale de la Ligue des champions en 1974, remportée par son équipe, marquant ainsi la première victoire du Bayern en C1. Après avoir passé quatre ans au club de Munich, Breitner intègre le Real Madrid à l'été 1974, affirmant qu'il est "ravi de partir" d'Allemagne, qu'il "n'a pas d'ami au Bayern à part Hoeness" et qu'il "ne se sent plus bavarois". Sous les couleurs du club madrilène, il est repositionné au milieu de terrain et remporte deux titres de champion d'Espagne en 1975 et 1976. Il revient en 1977 en Allemagne, au club de l'Eintracht Brunswick, avant de retourner au Bayern Munich l'année suivante. De retour en Bavière, il devient capitaine en 1979 et forme avec Karl-Heinz Rummenigge, un duo surnommé par la presse "Breitnigge". Il mène le club bavarois à son premier titre de champion depuis six ans. Ses performances sous le maillot du club bavarois lui valent d'être nommé footballeur allemand de l'année en 1981. Après une dernière saison achevée en 1983, Breitner prend sa retraite sportive.

« J’étais jeune, intéressé par la politique comme mes camarades de l’université et chaud bouillant… Ceux qui m’ont critiqué ne savent rien du socialisme. Quand je suis venu au Bayern pour signer mon premier contrat professionnel, ma priorité était de gagner de l’argent pour financer mes études, pas de m’en mettre plein les poches. »

— Paul Breitner
Considéré comme un prodige précoce, il rejoint l'équipe nationale allemande un an après le début de sa carrière professionnelle. Il gagne l'Euro 1972 (avec une équipe allemande souvent considérée comme la meilleure de tous les temps) et la Coupe du monde de football 1974. Pendant la Coupe du monde, de nombreux conflits éclatent entre les joueurs et la fédération. Breitner, l'un des plus mécontents, envisage même de quitter le centre d'entraînement de l'équipe en pleine nuit. Beckenbauer déclare plus tard que lui et quelques coéquipiers passent le reste de la nuit à le convaincre de rester. Heureusement pour eux, car Breitner marque trois buts lors du tournoi, dont un en finale contre les Pays-Bas sur penalty. Breitner explique plus tard qu'il n'avait été désigné tireur de penalty que par défaut. En effet, pendant tout le tournoi, aucun joueur ne voulait endosser ce rôle pour l'équipe. Uli Hoeneß s'en était chargé au début, mais il en avait raté un et ne voulait plus recommencer. C'est pourquoi Paul Breitner annonce avant la finale que s'il n'y avait personne d'autre pour le faire, il s'en chargerait. Le Kaiser Rouge n'a pas fait partie de l'équipe nationale pendant de nombreuses années, principalement pour des raisons politiques, comme en 1978, mais a finalement intégré la Mannschaft lors de la Coupe du monde 1982, qui sera sa dernière compétition internationale avec son pays.
Joueur robuste qui apprécie les confrontations physiques et se démarque par ses tirs puissants de loin, il a terminé deuxième au classement du Ballon d'or de 1981, derrière Karl-Heinz Rummenigge. Avec ce dernier, Paul Breitner formait la ligne d'attaque de l'Allemagne de l'Ouest lors de la Coupe du monde en Espagne. Souvent provocateur, il a publié un livre avant la Coupe du monde 1982, dans lequel il critiquait ce qu'il considérait comme les défauts du football.

## Avant-match
Quelques jours précédant le match, la presse internationale et allemande ne voit pas les Algériens en mesure de rivaliser. Selon les médias du monde entier, l'Algérie, perçue comme l'outsider, n'est pas attendue pour rivaliser contre l'ogre allemand, grand favori pour la Coupe du monde, ni contre l'Autriche ou le Chili,.
Avant la Coupe du monde, les Allemands ont préparé leur stage de façon assez non professionnelle, selon le gardien de la Mannschaft, Harald Schumacher, qui a même utilisé le terme "méprisable" pour décrire la préparation pour la Coupe du monde 1982 en Espagne. Pêche, boissons et prostituées ont caractérisé leur lieu de préparation, qui était le Lac de Schluch ou Schluchsee en allemand, renommé "Schlucksee", c'est-à-dire le lac de la picole. Cette conduite déplorable a scandalisé de nombreuses personnes, y compris au sein de l'équipe allemande. Toni Schumacher aurait même contacté son agent afin de pouvoir quitter le stage de préparation final.

« À l’époque, la DFB a été un échec total. Nous étions dans un hôtel de vacances, il y avait des touristes partout. Aucune séparation. C'était comme une partie de bowling. Le bar était ouvert toute la nuit. Et il y avait même un défilé de mode. Partout on rencontrait de jeunes et jolies dames. Vous pouvez imaginer ce qui s’est passé. Je voulais rentrer chez moi. J'ai appelé mon conseiller : 'Viens me chercher.' Ce n'est pas une préparation ici. J'étais concentré et excité pour la Coupe du monde. Heureusement, je n'ai même pas tout remarqué.  »

— Toni Schumacher
La Fédération allemande avait tenté de dissimuler au mieux les événements survenus lors du stage, mais sans succès. Certains joueurs allemands n'ont pas hésité à dénoncer ce qui s'était passé au Lac de Schluch au fil du temps. La responsabilité de cette mauvaise gestion pré-mondiale était imputée à Paul Breitner, déjà critiqué par la presse et les supporters allemands pour son comportement préjudiciable en tant que joueur, ainsi que pour sa sélection injuste au détriment de Bernd Schuster, le jeune prodige du FC Barcelone. Breitner exerçait une grande influence sur l'entraîneur Jupp Derwall, qui ne manquerait pas de faire l'objet de critiques après la Coupe du Monde, à cause de son manque de contrôle sur les joueurs, ou du moins de son encadrement insuffisant du groupe.

« Breitner était le pire de tous, il ne manquait jamais une occasion de faire la bringue. Mais, à l’énorme différence de tous les autres, lui tournait comme une horloge le lendemain à l’entrainement. Il ne ratait pas une passe, ne perdait aucun duel… C’était fou. Ses compagnons de fête se traînaient lamentablement. Lui, jamais ! »

— Harald Schumacher
En ce qui concerne la préparation, l'Algérie adopte une approche totalement différente de celle de l'Allemagne en termes d'hygiène de vie. Quelques mois avant le match contre l'Allemagne de l'Ouest, les Algériens avaient pris part à la Coupe d'Afrique des Nations 1982, qui s'est déroulée du 5 mars au 19 mars 1982, et qui a pu servir indirectement ou directement de répétition générale avant leur première participation à la Coupe du monde.

« Nous étions un groupe très soudé et avions tous en tête que c'étaient les 20 ans de notre indépendance. Nous étions déterminés à être dignes de notre peuple. »

— Lakhdar Belloumi
Ces résultats historiques, tels que la finale de la CAN 1980, la demi-finale de 1982 et la qualification pour la Coupe du monde 1982, sont à l'origine de la célèbre chanson Djibouha ya Louled. Écrite à la fin de 1981 par Sadek Djemaoui, le fondateur du groupe El Bahara, cette chanson n'a pas immédiatement connu le succès. En effet, un mois avant le début de la Coupe du Monde de football de 1982, Djibouha Ya Louled n'était pas connue du grand public. C'est lors de sa diffusion à la télévision, dans une émission du défunt journaliste et commentateur sportif Habib Benali, que les téléspectateurs l'ont adoptée. Dès le lendemain, elle est devenue l'hymne de l'équipe nationale algérienne. Composée sur un rythme issu du patrimoine musical algerien, les paroles sont plutôt simples et accessibles. Le fait qu’il n’y a aucune mention d’un nom de joueur ou d’une compétition en particulier a contribué à rendre la chanson intemporelle.

### L'arrogance allemande

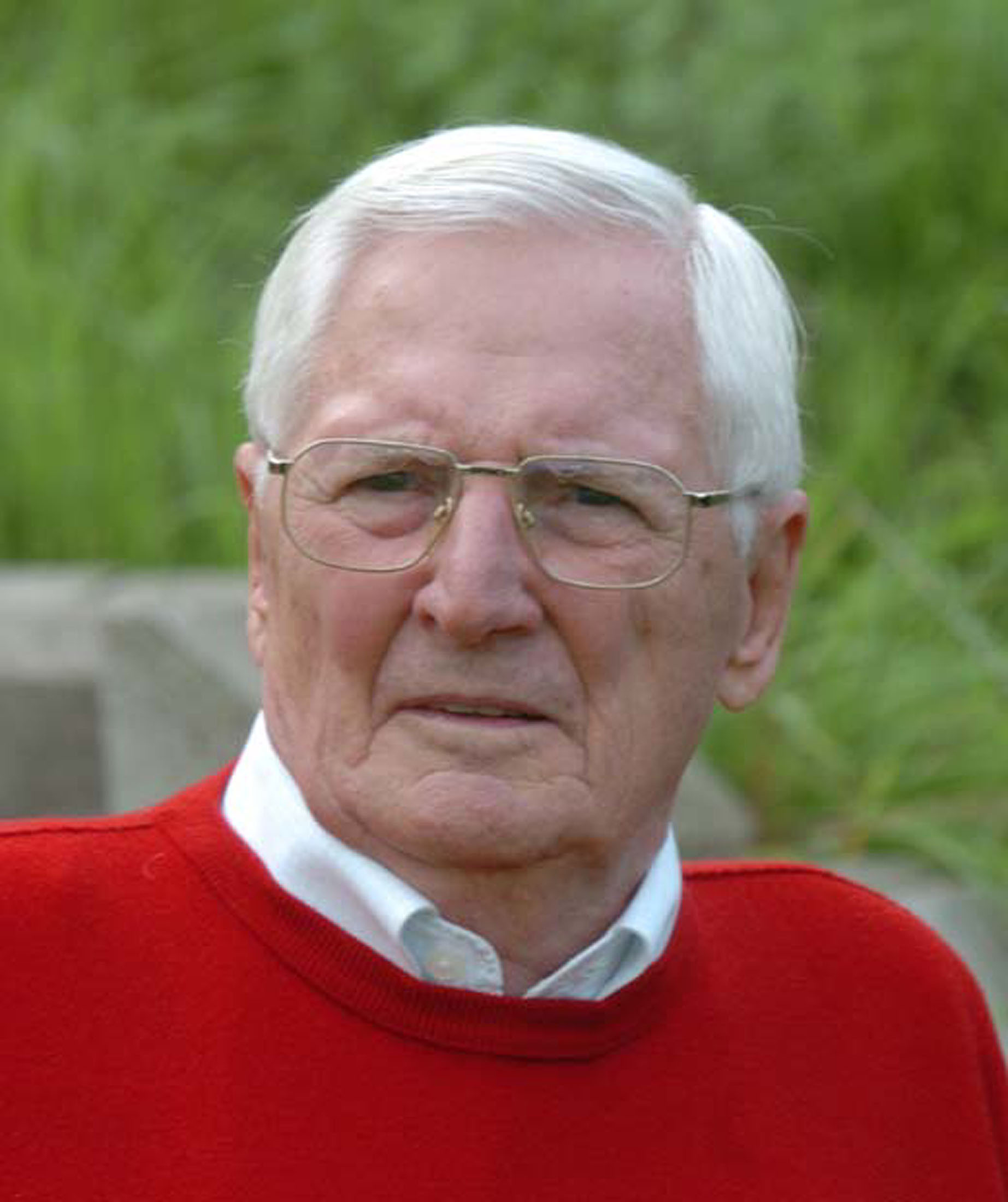
Jupp Derwall en 2004.

Incontestablement, l'Allemagne de l'Ouest était le grand favori (derrière le Brésil) pour la Coupe du monde 1982, même devant des nations historiques telles que l'Argentine (champion en titre) ou l'Italie,. L'équipe allemande manquait d'humilité face à ses adversaires dans le Groupe 2. Cependant, si les joueurs et le sélectionneur n'avaient pas pris en considération les équipes qu'ils allaient affronter, le staff allemand entretenait une réelle méfiance notamment envers la sélection algérienne. Les assistants du manager allemand étaient Erich Ribbeck et Berti Vogts. Ils ont remis un rapport et une vidéo après les matchs amicaux de l'Algérie contre le Pérou et l'Irlande, mettant en évidence la vitesse de jeu des Algériens et le danger réel que l'équipe allemande devait prendre en compte. En réponse, Jupp Derwall a déclaré :

« Mes joueurs penseraient que je suis stupide si j'essayais de leur dire quelque chose sur l'équipe algérienne.  »

— Jupp Derwall
Avant, pendant et après la conférence de presse précédant le match, plusieurs joueurs de l'équipe allemande tels que Paul Breitner et l'entraîneur Jupp Derwall ont clairement affiché du mépris envers les Algériens, une attitude qui restera marquée dans l'histoire. Même une personnalité emblématique du football allemand comme Josef Posipal, qui était un joueur clé et défenseur lors de la célèbre victoire allemande de 1954, a sous-estimé les Algériens, malgré le fait que les Hongrois aient commis la même erreur face aux Allemands en 1954. Néanmoins, certains Allemands, en particulier la presse allemande à travers le magazine Kicker Sportmagazin, ont adressé un avertissement dans un numéro spécial : "Faites preuve de courage, mais ne soyez pas arrogants".

« Je prendrai le train pour rentrer si nous perdons.  »

— Jupp Derwall

« Nous marquerons quatre à huit buts contre l'Algérie pour nous mettre en forme.  »

— Harald Schumacher

« Nous dédierons notre septième but à nos femmes et le huitième à nos chiens. »

— Paul Breitner

« Tout le monde affirmait à l’époque que l’Algérie était une équipe faible. Certains de nos joueurs parlaient de victoire par cinq ou six buts. »

— Hans-Peter Briegel

« On pourrait jouer contre le Chili le matin et contre l'Algérie le soir.  »

— Josef Posipal
Les déclarations allemandes, jugées provocatrices de nos jours, n'ont pas suscité beaucoup d'émoi en 1982. Ce n'est qu'après le match contre l'Algérie et la Coupe du monde 1982 que ces propos ont pris une grande ampleur dans les médias allemands, algériens et mondiaux, remettant en question la réputation de rigueur et de minutie des Allemands, pourtant réputés pour être une équipe sérieuse et méticuleuse.

### L'humilité algérienne
Du côté algérien, de nombreux sentiments oscillent entre la crainte et l'excitation. Les Algériens étaient majoritairement enthousiastes à l'idée d'affronter, pour le premier match de l'Algérie en Coupe du monde, l'Allemagne de l'Ouest, nation la plus redoutable de la compétition aux côtés du Brésil à cette époque. Malgré la disparité entre les deux sélections, les joueurs algériens seront conscients de l'aspect historique de cette rencontre, à un mois près de l'anniversaire de l'indépendance de l'Algérie.

« Ce fut notre première participation au Mondial. Et pour notre première rencontre, nous avons hérité du champion d’Europe en titre et de la meilleure sélection du monde à l’époque. »

— Rabah Madjer
Après les commentaires des Allemands à l'égard des Algériens, plusieurs membres de l'équipe nationale algérienne ainsi que les médias du pays s'interrogent sur la sincérité de cette arrogance et se demandent si un tel mépris ne serait pas exagéré. C'est notamment le cas du défenseur de l'équipe, Chabane Merzekane, qui s'est exprimé il y a quelques années dans le journal anglais The Guardian.

« Certains d'entre nous pensaient que c'était un piège psychologique de leur part, qu'ils disaient juste tout ça pour que l'on pense qu'ils ne nous prenaient pas au sérieux mais on n'y croyait pas vraiment, Après tout, qui pouvait imaginer que l'équipe d'Allemagne ne préparait pas un match de Coupe du monde avec minutie ?. »

— Chabane Merzekane
Les propos venant d'Allemagne ont tout simplement donné de l'encouragement aux Algériens, et c'était également une première pour eux. Contrairement à la fédération allemande , qui est considérée comme l'une des plus organisées au monde, la fédération algérienne n'avait pas réservé d'hôtel peu avant son arrivée en Espagne et espérait que la FIFA les aiderait, comme l'a humblement annoncé l'entraîneur Mahieddine Khalef. Le gardien de la Mannschaft, Harald Schumacher, avait même généreusement offert à son collègue et futur adversaire Mehdi Cerbah une paire de gants et une casquette de gardien, et a reçu ses sincères remerciements, car, selon Cerbah, en Algérie, nous avons toujours de gros problèmes pour nous procurer du matériel.

## 16 juin 1982

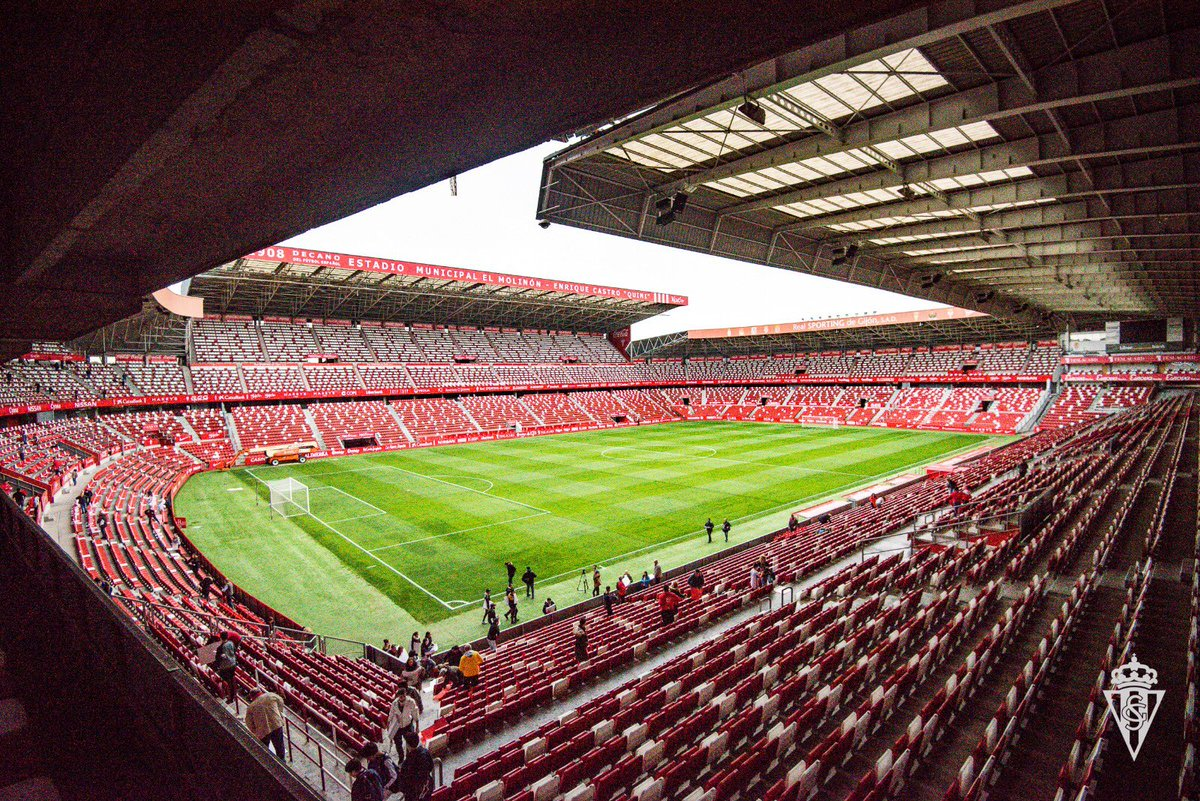
Stade El Molinón en 2018

Le match de la Coupe du monde de 1982 entre l'Allemagne de l'Ouest et l'Algérie a eu des répercussions bien au-delà du simple cadre du football, comme l'explique l'historien Stanislas Frenkiel, en mettant en lumière les enjeux géopolitiques. L'Algérie, en tant que nation nouvellement indépendante, incarne le Maghreb, le Monde arabe, l'Afrique, et plus largement les pays du Sud en voie de développement. De l'autre côté, l'Allemagne de l'Ouest, au-delà de son statut de grande équipe de football, représente le bloc de l'Ouest, l'Europe, et par opposition, les pays du Nord déjà développés et post-colonialistes.
Le Stade El Molinón, également connu sous le nom d'Estadio Municipal El Molinón ou officiellement El Molinón-Enrique Castro Quini, sera le théâtre du match entre l'Algérie et l'Allemagne. Ce stade fait partie des dix-sept sélectionnés par l'Espagne pour la Coupe du monde 1982. Il a une capacité d'environ 45 000 places et est exclusivement destiné au football. Situé dans la ville de Gijón, dans la province des Asturies, il accueillera les trois matchs de l'Allemagne de l'Ouest du groupe 2, avec la Mannschaft comme équipe hôte. Notamment, le match entre l'Allemagne de l'Ouest et l'Autriche, surnommé match de la honte, qui sera associé au stade sous le nom de "Nichtangriffspakt von Gijón" (le pacte de non-agression de Gijón) ou "Schande von Gijón" (la honte de Gijón) en allemand.
Depuis la victoire de 1954, où Adidas a joué un rôle décisif, la marque aux trois bandes fournit officiellement l'équipement de l'équipe nationale allemande. En tant qu'équipe hôte de ce groupe 2, l'Allemagne de l'Ouest portera son maillot blanc emblématique avec un short noir. Pour l'Algérie, le maillot de 1982 reste un symbole fort pour les supporters, fourni par l'équipementier algérien Sonitex,,.Il sera principalement de couleur blanche et verte, ou verte et blanche, pour le match contre la Mannschaft. Afin de différencier clairement les deux équipes, le maillot des Algériens sera principalement vert, avec les noms des joueurs écrits en lettres arabes.
Enrique Labo Revoredo, un arbitre péruvien, a été choisi par la FIFA pour arbitrer ce match, l'arbitre italien Paolo Casarin et le colombien Gilberto Aristízabal seront ses assistants. Revoredo a commencé sa carrière en 1969 et est devenu arbitre international dès 1972. Il a officié lors des Jeux olympiques de 1980 et plus tard lors de la Copa de Oro de Campeones Mundiales, également connue sous le nom de Mundialito, pour le match d'ouverture entre l'Uruguay et les Pays-Bas. Enrique Labo Revoredo sera l'un des rares acteurs à ne pas avoir sous-estimé la sélection algérienne avant le match,. Lors d'un entretien, il a déclaré :

« Lors d’une Coupe du Monde, toutes les équipes partent à égalité. Logiquement, avec son palmarès, l’Allemagne était la favorite mais je savais que l’Algérie possédait un groupe de bons joueurs et que l’on pouvait effectivement s’attendre à une surprise. J’avais entendu parler de certains d’entre eux. De plus, je les avais observés lors du match préparatoire entre l’Algérie et le Pérou (1-1 au stade du 5 juillet à Alger, ndlr). Déjà, lors de ce match, ils m’avaient fait une forte impression. »

— Enrique Labo Revoredo - Entretien par Akram Belkaïd
Les deux équipes arrivent dans un stade archi-comble où la majorité des supporters semblent soutenir l'équipe algérienne. De nombreux supporters allemands sont également présents, mais ce sont les supporters algériens qui se font le plus entendre. Véritable hit de l'été en Algérie, en particulier pendant la Coupe du monde 1982, la musique "Djibouha ya Louled" résonne dans le stade El Molinón.
| \| Schumacher Kaltz Stielike Briegel Förster Breitner Dremmler Magath Rummenigge Littbarski Hrubesch \| Le onze rentrant de la sélection allemande 1982. |
| Schumacher Kaltz Stielike Briegel Förster Breitner Dremmler Magath Rummenigge Littbarski Hrubesch                                                        |

| Schumacher Kaltz Stielike Briegel Förster Breitner Dremmler Magath Rummenigge Littbarski Hrubesch |

| \| Cerbah Mansouri Guendouz Kourichi Merzekane Fergani Dahleb Belloumi Zidane Madjer Assad \| Le onze rentrant de la sélection algérienne 1982. |
| Cerbah Mansouri Guendouz Kourichi Merzekane Fergani Dahleb Belloumi Zidane Madjer Assad                                                         |

| Cerbah Mansouri Guendouz Kourichi Merzekane Fergani Dahleb Belloumi Zidane Madjer Assad |

L'équipe d'Allemagne de l'Ouest, qui joue avec un schéma en 4-3-3 incluant un libéro, adopte naturellement un style de jeu offensif,,.L'entraîneur Jupp Derwall utilisera ce même système lors de sa victoire à l'Euro 1980. Harald Schumacher du FC Cologne occupera le poste de gardien, tandis que la défense alignera quatre joueurs : Manfred Kaltz, numéro 20, jouera en tant qu'arrière gauche, Hans-Peter Briegel (numéro 2) et Uli Stielike (numéro 15) seront dans l'axe, avec ce dernier évoluant en libéro, alternant entre défenseur et milieu défensif tout au long du match. Enfin, Karl-Heinz Förster, joueur du VfB Stuttgart, portera le numéro 4 et jouera en tant qu'arrière droit. Au milieu de terrain, la plupart des joueurs de la Nationalmannschaft seront Bavarois. Paul Breitner (3) occupera le rôle de milieu central et de récupération, tandis que Wolfgang Dremmler (numéro 6) jouera en tant que piston droit. De l'autre côté, c'est Felix Magath qui sera chargé du flanc gauche. En attaque, l'Allemagne présentera une redoutable ligne offensive, avec Karl-Heinz Rummenigge capitaine de la selection (numéro 11), élu meilleur attaquant du monde en 1981, qui évoluera à droite ou en tant que deuxième attaquant, bien qu'il ait historiquement occupé le poste d'ailier gauche. Derwall décidera de le positionner à droite tout au long du tournoi. Sur le côté gauche, c'est Pierre Littbarski (7) qui prendra place. Quant à l'attaque, elle sera menée par Horst Hrubesch, double buteur en finale de l'Euro 1980, portant le numéro 9 traditionnel de l'attaquant. Si l'Allemagne parvient à constituer une équipe redoutable avec onze titulaires, il en sera de même pour les remplaçants, parmi lesquels Bernd Förster, Thomas Allofs et le jeune prodige du Borussia Mönchengladbach, Lothar Matthäus, pour n'en citer que quelques-uns.

« Je me souviens que nous avions peur dans le vestiaire avant le début du match. »

— Rabah Madjer
Avec un système classique de 4-4-2, considéré comme la meilleure formation pour couvrir toute la largeur du terrain, les guerriers du désert l'utilisera lors du match contre l'Autriche mais pas contre le Chili. Mahieddine Khalef et Rachid Mekloufi, décideront sans surprise d'aligner l'équipe attendue par les médias. En gardien, ce sera Mehdi Cerbah qui disputera sa 3ème compétition avec l'Algérie (CAN et coupe du monde incluses). En défense, la paire centrale sera composée de Mahmoud Guendouz numéro 2 et de Nordine Kourichi (4), l'un des rares joueurs binationaux de l'époque et évoluant aux Girondins de Bordeaux. Sur le côté droit défensif, Chaâbane Merzekane, considéré comme l'un des joueurs les plus rapides d'Algérie évoluant à NA Hussein Dey, occupera ce poste, tandis que Faouzi Mansouri sera sur le côté gauche défensif. Au milieu, l'Algérie sera redoutable, avec Mustapha Dahleb portant le numéro 15, cadre et figure emblématique du Paris Saint-Germain occupant le rôle de milieu central, Dahleb avait des capacités physiques bien au-dessus de la majorité des joueurs de l'époque. Il sera accompagné de Lakhdar Belloumi numéro 10, dont l'histoire témoignera de la qualité footballistique. Sur le côté droit du milieu, c'est le numéro 8, Ali Fergani qui occupera ce poste et sera le capitaine de l'Algérie. Le milieu gauche sera Djamel Zidane, l'un des rares joueurs de sa génération à avoir joué dans toutes les catégories des sélections algériennes depuis 1972 : cadets, juniors, espoirs, universitaires et seniors. En attaque, la paire offensive sera composée de Rabah Madjer héritant du numéro 11 et Salah Assad, futur joueur du FC Mulhouse connu pour ses gestes techniques, notamment la « virgule » qu'il maîtrise parfaitement. Cette équipe algérienne de 1982 est l'une des équipes africaines les plus techniques de l'histoire.
Les 22 joueurs de football entrent sur le terrain. Tout d'abord retentit l'hymne allemand « Deutschlandlied », suivi de l'hymne algérien « Kassaman », ce dernier étant joué pour la première fois à la Coupe du monde. Après les hymnes, les deux capitaines des sélections, Karl-Heinz Rummenigge et Ali Fergani, échangent les fanions. Peu avant cela, l'arbitre Enrique Labo Revoredo fait tourner la pièce pour déterminer quelle équipe donnera le coup d'envoi, et ce sont les Allemands qui commenceront le match.

### Première mi-temps surprenante

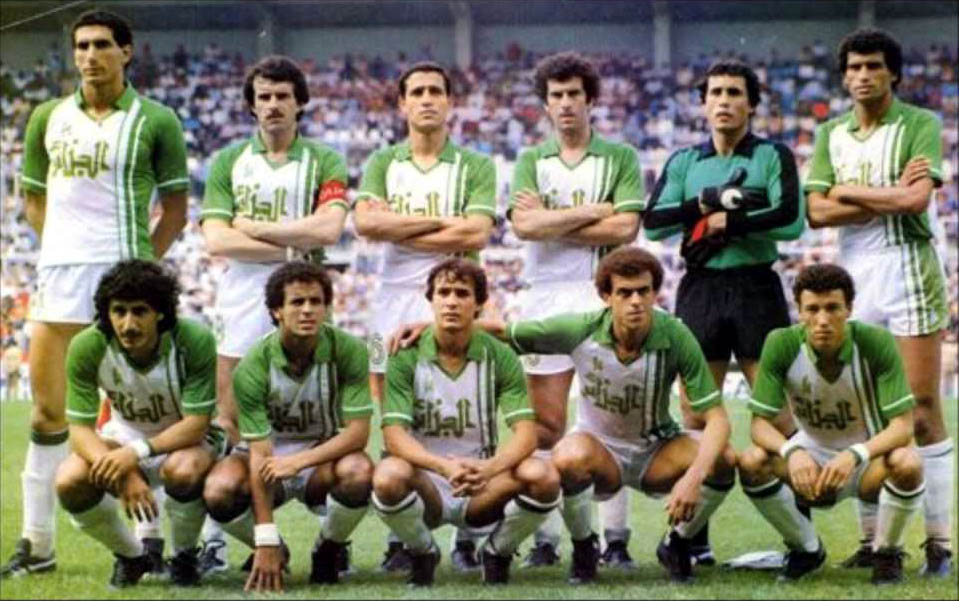
Algérie 1982

L'arbitre, Enrique Labo Revoredo, donne le coup d'envoi et ce sont les Allemands qui lancent le début du match. Les premières minutes voient une domination allemande, mais ces derniers se heurtent à une défense algérienne très compacte où les arrières latéraux, Chaâbane Merzekane et Faouzi Mansouri, jouent parfaitement leur rôle de canalisateur face aux attaquants latéraux allemands tels que Felix Magath ou Dremmler. Les Allemands tentent des centres en espérant que Horst Hrubesch, bien que limité techniquement, brille surtout par son jeu de tête, à l'origine de ses buts. Il est bien aidé par sa grande taille (1,88 m), très rare à l'époque, et ses capacités physiques. Cependant, à la grande surprise, c'est l'Algérie qui se procure la première occasion franche du match. Le milieu de terrain algérien domine le milieu de terrain, à la 6e minute de jeu, Djamel Zidane (qui, quelques minutes auparavant, avait déclenché le premier tir du match pour l'Algérie mais sans conséquence) qui trouve parfaitement Lakhdar Belloumi au niveau de la ligne de surface allemande. Ce dernier rate de peu son contrôle, marquant ainsi le premier avertissement pour les Allemands.
Les minutes suivantes, les Allemands réagissent à un centre bien servi du côté gauche de la cage de Mehdi Cerbah. Le joueur attendu dans ce match est le mondial, Karl-Heinz Rummenigge, place une tête puissante mais passe largement au-dessus du but. À la 10e minute de jeu, Hans-Peter Briegel arrive à centrer et envoie la balle dans la surface de réparation algérienne. Tout comme les arrières défensifs algériens, la paire centrale défensive de l'Algérie est bien rentrée dans leur match. Le défenseur des Girondins de Bordeaux, Nordine Kourichi, dégage parfaitement le ballon. La minute suivante, c'est Pierre Littbarski qui crée une grosse occasion sur le côté droit du but algérien, il parvient à percer la défense, mais son centre-tir sera repoussé par Mehdi Cerbah. Briegel ratera complètement sa reprise. Les Allemands sont très offensifs, les Algériens concèdent des fautes pour ralentir le jeu allemand. Au quart d'heure de jeu, Littbarski réalise un centre dont Rummenigge parvient à reprendre d'une reprise de volée puissante, mais sa frappe atterrit dans le petit filet algérien. Après 20 minutes de jeu, l'équipe algérienne suscite un engouement croissant, d'autant plus que les Allemands n'ont toujours pas marqué de but.

« On voyait qu'on commençait à énerver les Allemands au bout d'un quart d'heure et 20 minutes parce qu’ils n’arrivaient pas à nous marquer ce premier but. Nos joueurs étaient tellement rapides que les défenseurs allemands avaient du mal à nous contrer. »

— Nordine Kourichi - Témoignages sur l'INA
Après 25 minutes de jeu, les Algériens ont réussi à contenir les quelques minutes offensives des Allemands et ont réussi à ressortir le ballon. Toutefois, à la 29e minute de jeu, sur un centre puissant de Rummenigge, Horst Hrubesch seul face au gardien algérien a complètement manqué sa reprise de volée. Il s'agit là de la plus grosse occasion allemande depuis le début du match. Les minutes qui ont suivi ont vu un enchaînement d'occasions des deux côtés. Dans un premier temps, Salah Assad a percé la défense allemande et a réussi à subir une faute de Wolfgang Dremmler. Une minute plus tard, sur un enchaînement de passes entre Merzekane et Belloumi, ce dernier a tenté une frappe puissante mais a été dévié par la défense allemande. À la 35e et 36e minutes, les Allemands ont tenté deux tirs de loin via deux tentatives de Dremmler, mais sans succès.
Les cinq dernières minutes du match voient une diminution des efforts physiques des deux équipes. Malgré une légère domination allemande, l'équipe algérienne a réussi à enchaîner des passes bien construites et à se procurer des occasions importantes. Du côté de la Mannschaft, l'incompréhension commence à s'installer et les joueurs allemands s'énervent entre eux. Karl-Heinz Rummenigge, qui était blessé avant et pendant le match, n'a pas réalisé une bonne première mi-temps. À la surprise générale, l'arbitre siffle la mi-temps et l'Algérie a réussi à tenir tête à l'Allemagne de l'Ouest.

### Mi-temps
A la mi-temps, deux sentiments se distinguent : les Algériens sont euphoriques mais conscients que le match n'est pas terminé, tandis que les Allemands sont un peu abasourdis par la performance de leurs adversaires. Dans les vestiaires, les esprits s'échauffent du côté des joueurs allemands, tandis que du côté algérien, l'idée d'un exploit est envisageable alors que les Algériens tiennent presque tête aux Allemands. Nordine Kourichi a affirmé pendant la pause :

« Dans les vestiaires on s’est parlé et on c'est dit les gars c'est aujourd’hui ou jamais on allait faire le casse du siècle. »

— Nordine Kourichi - 
Témoignages sur l'INA
Pendant la pause, le co-entraîneur Mahieddine Khalef a encouragé l'équipe à redoubler d'efforts dans la moitié de terrain adverse. Avant l'entrée des joueurs algériens pour la deuxième mi-temps, les consignes seront claires :

« Avec un peu plus de rythme et d'énergie devant, on peut les battre. »

— Mahieddine Khalef

### Deuxième mi-temps de folie
De retour de la pause, l'équipe d'Algérie conserve la même composition, tout comme l'Allemagne. Jupp Derwall maintient la même formation et ne procède à aucun changement tactique. Cette fois-ci, ce sont les Algériens qui lancent le début du match. Comme lors de la première période, ce sont les Allemands qui prennent le dessus, cherchant à exploiter les moindres failles défensives de l'équipe algérienne tant du côté gauche que du côté droit. Le match se résume à une équipe allemande offensive et à une équipe algérienne misant sur des contre-attaques éclair menées par des individualités.
À la 52e minute, l'Algérie crée la surprise : après un échec de l'attaque allemande, la défense algérienne récupère parfaitement le ballon et lance une contre-attaque fulgurante. Djamel Zidane, présent au niveau du rond central, sert impeccablement Lakhdar Belloumi, qui se retrouve seul face à Harald Schumacher. Ce dernier parvient cependant à repousser le tir de l'attaquant, alors que les défenseurs allemands (Dremmler, Stielike et Förster) sont trompés par la trajectoire du ballon. Dans un mouvement incroyable, Rabah Madjer marque le premier but de l'Algérie en Coupe du monde d'une frappe puissante du pied droit, ce qui est d'autant plus symbolique face au géant allemand. Le célèbre commentateur algérien Mohamed Sellah entre en transe et ses cris de joie hystérique résonnent, marquant à jamais l'histoire du football algérien,.

« Belloumi, Madjer ! Belloumi, Madjer ! Belloumi, Madjer ! Ya Salam !! Ya Salam !!  »

— Mohamed Sellah - Commentateur algérien pour l'Alger Chaîne 1

« Cela ne peut pas être vrai. Alors, mesdames et messieurs, je suis comme vous : j'aurais cru autre chose que ça !  »

— Rudi Michel - Commentateur allemand pour ARD

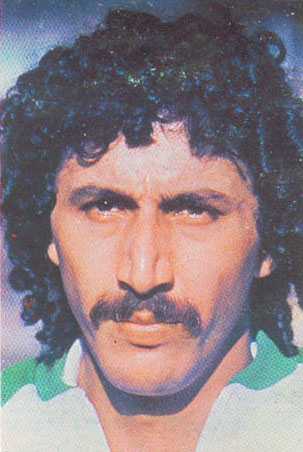
Zidane
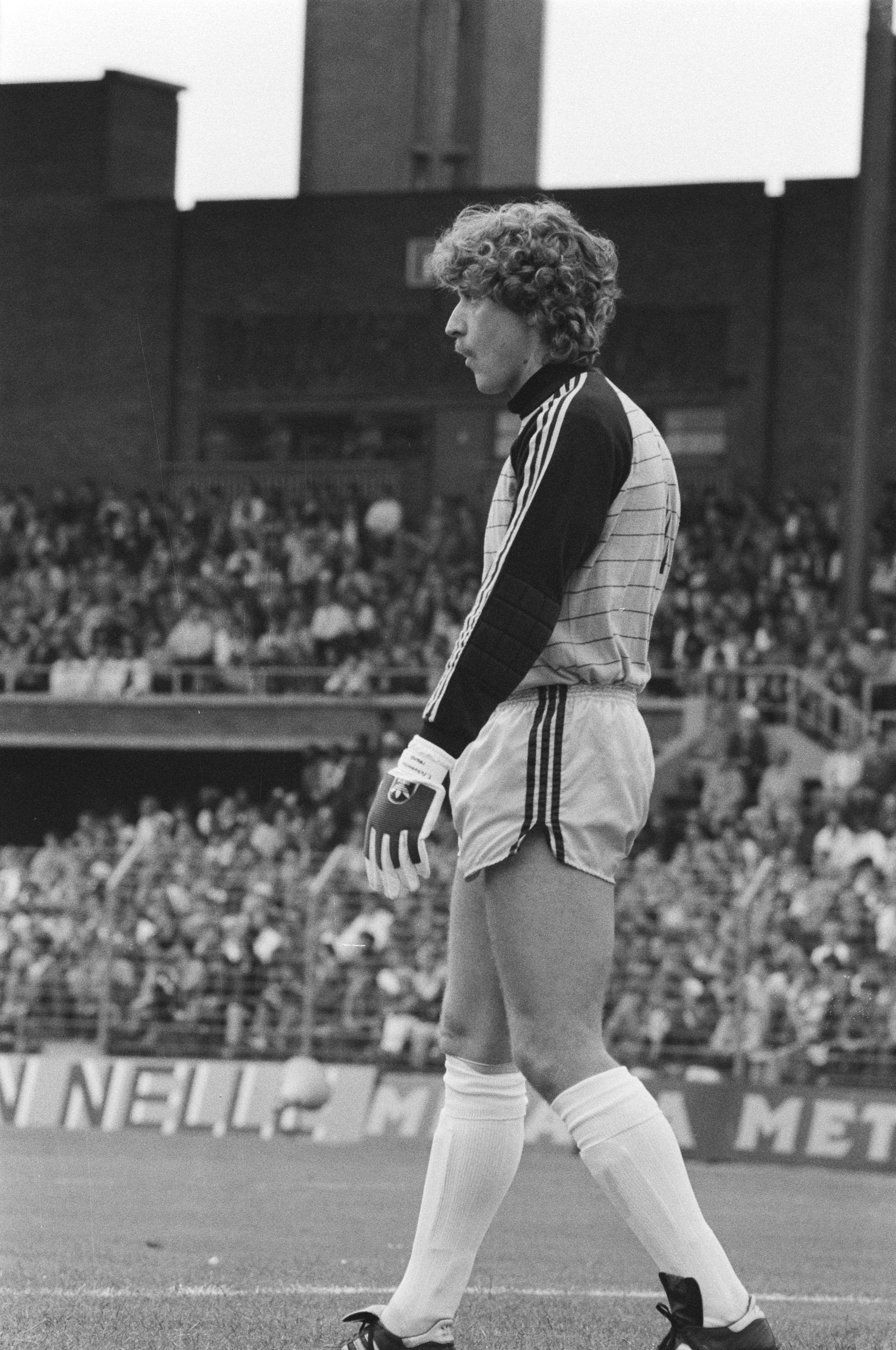
Schumacher
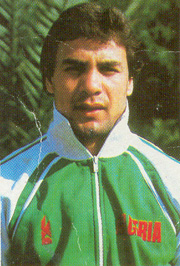
Madjer

Après le premier but, le choc s'installe du côté allemand, un peu abasourdi. Les hommes de Jupp Derwall concèdent même quelques occasions de l'autre côté. La confiance des Algériens est à remonter à bloc, et cette fois-ci ce sont les Allemands qui doivent concéder des fautes pour stopper l'élan algérien. À la 57e minute, Horst Hrubesch reçoit le premier carton jaune du match, il s'agit par ailleurs du premier carton jaune en tournoi majeur pour l'attaquant de Hambourg SV. Toutefois, les Allemands arrivent à retrouver de la stabilité dans leur jeu. Les minutes qui suivent le carton jaune voient les Allemands arriver à sortir la tête de l'eau. Au bout de la 60e minute de jeu, la pression allemande s'exerce sur la cage de Cerbah. Les joueurs allemands mettent plus d'engagement et de vitesse pour mieux jouer dans les couloirs. Dans ce contexte, l'Algérie opère le premier changement du match : Djamel Zidane cède sa place à Tedj Bensaoula.
A la fin de l'heure de jeu, le match bascule à la 67e minute. Karlheinz Förster trouve Felix Magath sur le côté gauche, qui sert parfaitement Karl-Heinz Rummenigge au niveau du point de penalty de la surface de réparation algérienne. "Kalle" n'a laissé aucune chance au gardien algérien. Les Allemands égalisent et pensent avoir fait le plus dur, comme le soulignera le buteur et le capitaine de la sélection allemande :

« Maintenant tout ira bien, maintenant le match est terminé, maintenant nous allons gagner – c'est ce que nous pensions tous.  »

— Karl-Heinz Rummenigge

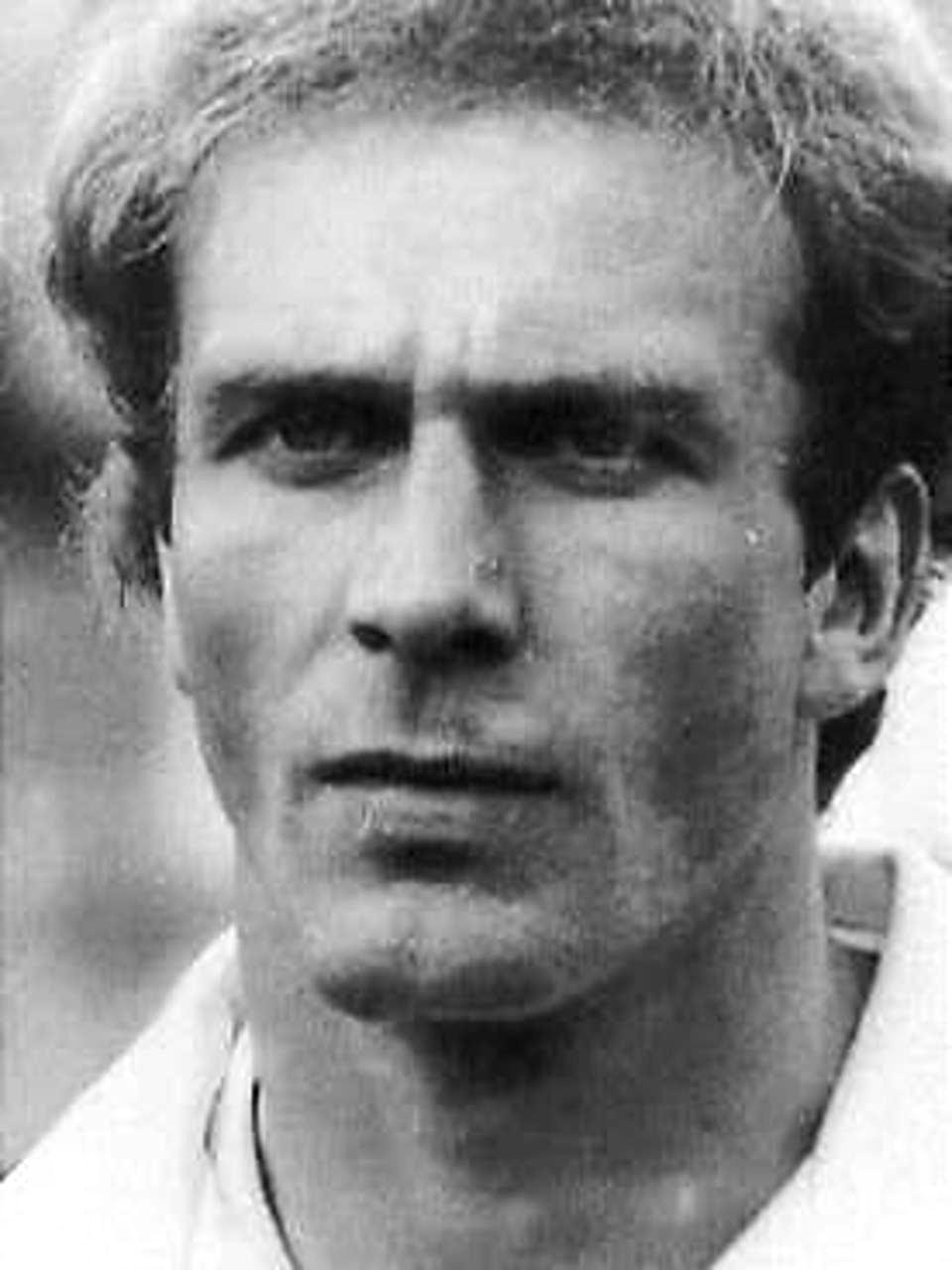
Rummenigge
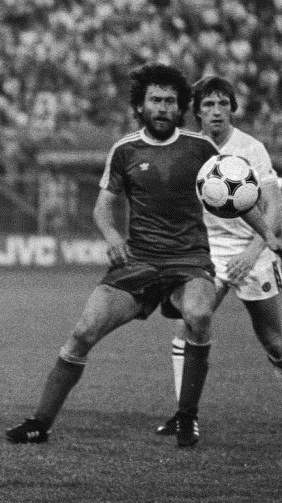
Breitner
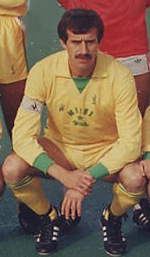
Fergani

Après avoir égalisé, les supporters et les spectateurs pensaient que la Mannschaft avait fait le plus difficile et qu'elle n'aurait aucun mal à prendre le dessus sur l'équipe algérienne. Cependant, une minute plus tard, à la 69e minute, l'issue du match prendra une tout autre tournure. Les Algériens jouent en triangle sur le côté gauche au niveau de la ligne médiane, Dahleb envoie Assad en profondeur. Ce dernier pénètre dans la surface et centre pour Belloumi. L’ailier algérien crucifie Schumacher et plonge toute une nation dans la stupeur. 2-1 pour l'Algérie,.

« Belloumi la fait !! Belloumi la fait !!!  »

— Mohamed Sellah - Commentateur algérien pour l'Alger Chaîne 1
Le deuxième but de l'Algérie a été considéré par de nombreux commentateurs sportifs et spécialistes du football comme un véritable but d'anthologie. Après l'égalisation allemande, les Algériens ont réussi pas moins de onze passes sans que les Allemands n'interceptent une seule fois la balle, pour finalement la placer dans le but de Schumacher.
Les champions en titre d'Europe ont subi un choc alors que certains joueurs allemands se regardent les uns les autres pour comprendre la situation. Par la suite, Karl-Heinz Rummenigge a admis que la confiance qu'il avait après l'égalisation était une grossière erreur. Avec ce deuxième but, la confiance des Algériens a atteint son paroxysme, face à des Allemands encore secoués par ce deuxième but éclair. Dans cette situation, le défenseur Chabane Merzekane en a profité et n'a pas hésité à remonter tout le terrain allemand pour marquer le but du 1-3, mais Herad Schumarcher a évité l'humiliation pour la Mannschaft.

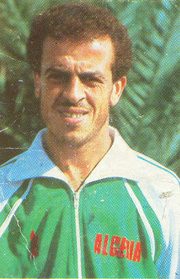
Assad
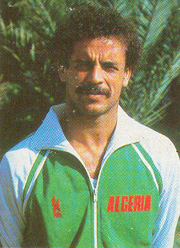
Belloumi
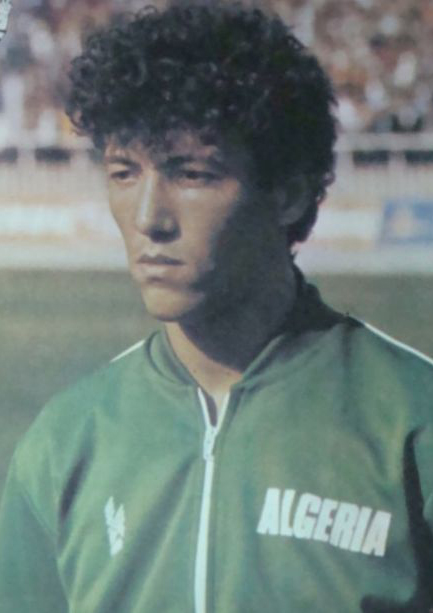
Merzekane

Les quinze dernières minutes du match ont été un véritable festival d'occasions. À la 73e minute, sur un excellent centre d'Uli Stielike depuis le côté droit, Horst Hrubesch a placé une tête puissante qui est passée tout près du but algérien. Les minutes ont défilé et les Allemands ont adopté un jeu offensif pur, prenant le risque de concéder un troisième but algérien. Deux minutes après cette occasion, Manfred Kaltz a lui aussi réalisé un superbe centre pour "la girafe allemande", mais sa tête est passée juste au-dessus à la 77e minute. La Mannschaft a ensuite bénéficié d'une occasion en or à la 80e minute, sur un nouveau centre de Paul Breintner. Cette fois, Horst Hrubesch a dévié la balle de la tête vers Pierre Littbarski, qui a complètement manqué sa tête face au but. À la 80e minute, l'Allemagne de l'Ouest a obtenu un coup franc indirect dans la surface de réparation.

« Pendant la rencontré, j’ai sifflé un coup franc indirect dans la surface de réparation de l’Algérie. A ce momento-là, le joueur allemand Stielike (qui jouait en Espagne à l’époque, ndlr)  est venu vers moi et, à ma grande surprise, m’a dit espagnol « c’est un pénalty ! ». Je lui ai répondu que ce n’était pas une action jeu dangereux et que dans n’importe quelle partie du monde cela n’aurait pas donné lieu à un penalty. »

— Enrique Labo Revoredo - Entretien par Akram Belkaïd
Sur le coup franc indirect, Rummenigge passe à Magath qui frappe un tir puissant détourné par le mur. Sur le rebond, le joueur du Hambourg SV tire à nouveau mais son tir est arrêté par le gardien Mehdi Cerbah. Dans une situation proche d'une défaite historique, Jupp Derwall effectue un changement purement offensif à la 82e minute, en remplaçant le milieu Magath par l'attaquant Klaus Fischer. À ce moment-là, l'Allemagne de l'Ouest intensifie son attaque, certains Algériens n'hésitant pas à provoquer des fautes. Rabah Madjer reçoit le premier carton jaune algérien du match à la 83e minute. Une minute après, les Allemands obtiennent un corner et sur cette action, Fischer égalise pour la Mannschaft, mais l'arbitre constate une faute de Briegel, le score demeure à 1-2 en faveur de l'Algérie. Pour les supporters allemands, il devient de plus en plus évident que Fischer aurait dû entrer sur le terrain bien plus tôt. Alors que l'Allemagne de l'Ouest exerce une pression essentielle sur le camp algérien, ces derniers aboutissent à une dernière contre-attaque à la 86e minute. Merzekane progresse vers la moitié de terrain et sert Rabah Madjer près de la surface. Le footballeur du NA Hussein Dey tire fort et le ballon se loge dans le petit filet gauche de Schumacher. Certains spectateurs, y compris le commentateur allemand, pensent même que le ballon a franchi la ligne de but. Les toutes dernières minutes du match voient l'Allemagne de l'Ouest misant uniquement sur l'attaque, laissant très peu de joueurs en défense. Ce 16 juin 1982, la chance sourit aux Algériens, à la 88e minute, sur un centre bien réalisé, Rummenigge place une tête puissante où le gardien algérien est battu, mais la balle heurte le poteau de la cage de but algérienne.
Juste après avoir manqué une occasion en or, les supporters du stade acclament Rabah Madjer en quittant le terrain, pendant que Salah Larbès, un joueur à vocation défensive, s'apprête à le remplacer. Le staff de l'équipe algérienne vise à conserver le score. Au cours des deux dernières minutes, la majorité des joueurs allemands se retrouvent dans la surface de réparation algérienne mais ne parviennent pas à marquer ; les incessants centres allemands sont toujours repoussés avec force par la défense algérienne qui ne faiblit pas. Le score reste inchangé et à la grande surprise, l'Allemagne de l'Ouest finit par s'incliner.

« C'est un arbitre péruvien qui avait sifflé la fin du match et je me souviens il était à 2 mètres de moi et même lui était étonné. »

— Nordine Kourichi - 
Témoignages sur l'INA
Après le coup de sifflet final de l'arbitre, la stupeur et une joie euphorique s'installent du côté algérien. Les joueurs algériens sont entourés de journalistes réalisant l'exploit accompli par les guerriers du désert, surnom des joueurs, face au poids lourd de l'Allemagne de l'Ouest. Pour les Allemands, le choc et l'incompréhension dominent. À la fin du match, le commentateur allemand Rudi Michel dira même :

« Mesdames et messieurs, j'ai vu beaucoup de matches allemands et j'en ai diffusé beaucoup. Je n'ai jamais été aussi déçu. »

— Rudi Michel - Commentateur allemand pour ARD

### Feuille de match
| 3 juillet 2010                            | Allemagne de l'Ouest      | 1 - 2   | Algérie                                 | El Molinón, Gijón                                      |                                                        |
| 17:15 (UTC+2) · Historique des rencontres | Karl-Heinz Rummenigge 68e | (0 - 0) | 54e Rabah Madjer · 69e Lakhdar Belloumi | Spectateurs : 42 000 Arbitrage : Enrique Labo Revoredo | Spectateurs : 42 000 Arbitrage : Enrique Labo Revoredo |
| 17:15 (UTC+2) · Historique des rencontres | Rapport                   |         |                                         | Spectateurs : 42 000 Arbitrage : Enrique Labo Revoredo | Spectateurs : 42 000 Arbitrage : Enrique Labo Revoredo |

| Allemagne de l'Ouest | Algérie |

| ALLEMAGNE DE L'OUEST : |    |                       |     |
|                        |    |                       |     |
| Gardien de but         | 1  | Harald Schumacher     |     |
|                        | 2  | Hans-Peter Briegel    |     |
|                        | 4  | Karlheinz Förster     |     |
|                        | 20 | Manfred Kaltz         |     |
|                        | 3  | Paul Breitner         |     |
|                        | 6  | Wolfgang Dremmler     |     |
|                        | 14 | Felix Magath          | 82e |
|                        | 15 | Uli Stielike          |     |
|                        | 7  | Pierre Littbarski     |     |
|                        | 9  | Horst Hrubesch        | 57e |
|                        | 11 | Karl-Heinz Rummenigge |     |
| Remplaçants :          |    |                       |     |
|                        | 8  | Klaus Fischer         | 82e |
| Sélectionneur :        |    |                       |     |
| Jupp Derwall           |    |                       |     |

| ALGÉRIE :         |    |                   |     |     |
|                   |    |                   |     |     |
| Gardien de but    | 1  | Mehdi Cerbah      |     |     |
|                   | 2  | Mahmoud Guendouz  |     |     |
|                   | 4  | Nordine Kourichi  |     |     |
|                   | 5  | Chabane Merzekane |     |     |
|                   | 16 | Faouzi Mansouri   |     |     |
|                   | 8  | Ali Fergani       |     |     |
|                   | 10 | Lakhdar Belloumi  |     |     |
|                   | 15 | Mustapha Dahleb   |     |     |
|                   | 7  | Salah Assad       |     |     |
|                   | 11 | Rabah Madjer      | 83e | 88e |
|                   | 14 | Djamel Zidane     | 63e |     |
| Remplaçants :     |    |                   |     |     |
|                   | 9  | Tedj Bensaoula    | 63e |     |
|                   | 12 | Salah Larbès      | 88e |     |
| Sélectionneur :   |    |                   |     |     |
| Mahieddine Khalef |    |                   |     |     |

| Assistants : Gilberto Aristízabal Paolo Casarin |

## Et David battit Goliath
« Et comme dans l’Ancien Testament, David fut victorieux au stade El Molinon, où 25 000 spectateurs étaient rassemblés.  »

— Fédération allemande de football

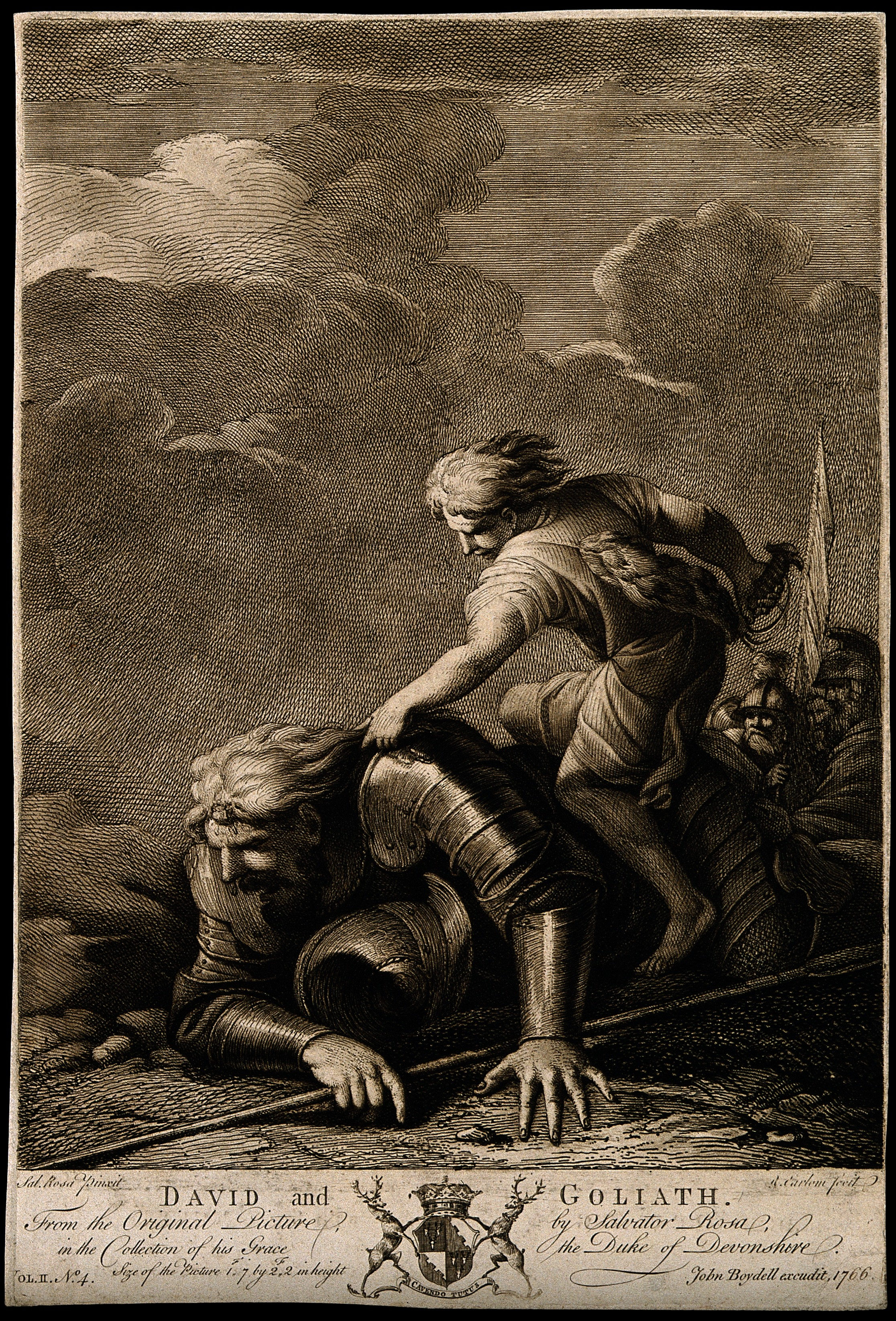
David vainqueur de Goliath Illustration de Richard Earlom.

La victoire surprenante et historique de l'Algérie contre l'Allemagne de l'Ouest fera la une de nombreux journaux à travers le monde, que ce soit en Algérie, en Allemagne de l'Ouest et en Allemagne de l'Est qui ne manquera pas de critiquer la sélection rivale. Mais aussi en Espagne, en France, au Royaume-Uni ou dans d'autres pays. Malgré le statut de favori numéro un du mondial, l'Allemagne de l'Ouest non seulement a été battue, mais également parfois dominée dans le jeu. Les réactions des joueurs algériens à cet exploit ne manqueront pas d'attirer l'attention. Cette victoire historique sera également une revanche pour des joueurs algériens qui ont été irrités par les déclarations allemandes avant le match. Ces mêmes Allemands feront preuve d'humilité à travers leurs propos après le match,,.

« C'est un choc. Je n'arrive toujours pas à croire que nous avons perdu contre l'Algérie. Ils ont joué intelligemment, en nous attendant, en contre-attaquant. Ils ont surpris notre défense par leur vitesse et nous nous sommes écroulés en seconde période. »

— Jupp Derwall

« Nous sommes tous extrêmement déçus. Il y a certainement des raisons. Tout n'est pas encore cassé.  »

— Karl-Heinz Rummenigge

« Tout le monde est sous le choc. Même la défaite 1-0 contre la RDA lors de la Coupe du monde en Allemagne en 1974 n'a pas semblé aussi déprimante et n'a pas été un coup aussi dur que ce résultat contre l'Algérie.  »

— Paul Breitner

« Les Allemands n'avaient aucun respect pour nous. Cela nous a énervé et c'est pourquoi la victoire est bonne pour nous tous. Même en tant que champion d'Europe, vous ne pouvez pas mépriser l'Afrique comme si le football n'était pas le cas. Nous n'avons certainement pas été supérieurs, mais nous avons été meilleurs tactiquement. Ce n'était pas notre meilleur match, mais c'était notre victoire la plus importante.  »

— Mahieddine Khalef

« Nous respections l'équipe allemande et nous respections leur pays, nous étions juste ravis de leur avoir aussi fait respecter le nôtre. »

— Lakhdar Belloumi
De plus, la réaction de la presse internationale choquée par le résultat final, la presse allemande se concentrera davantage sur l'aspect tactique et technique du jeu proposé par l'équipe allemande. Le magazine Kicker Sportmagazin, qui avait mis en garde avant le match contre l'équipe algérienne, n'hésitera pas à la louer, de même que le célèbre journal Frankfurter Allgemeine Zeitung. Du côté de la presse algérienne, le journal historique du pays, El Moudjahid, mettra en avant la réussite de l'Algérie au détriment d'une sélection allemande arrogante.

« Les Africains n'ont pas seulement eu de la chance, ils ont aussi joué un meilleur football. Ils ont humilié les champions d'Europe avec leur maniement supérieur du ballon, avec leur courage de prendre des risques, avec leur audace tactique, non pas pour attaquer craintivement un adversaire soi-disant écrasant, mais pour l'attaquer, avec leur désir d'attaquer. Les professionnels de la Bundesliga, censés être traités avec respect partout dans le monde, n'étaient pas préparés à un manque de respect aussi scandaleux.  »

—  Le journal Frankfurter Allgemeine Zeitung après le match

« Les qualificatifs comme "faible" ou "mauvais" n'entrent pas dans le vif du sujet. Et cela contre un adversaire qui a été énormément stimulé par l'arrogance qui s'est répandue en Allemagne depuis le tirage au sort des groupes en janvier... Là Il y a beaucoup d'explications pour expliquer pourquoi cela s'est passé ainsi. Mais il n'y a aucune excuse. L'Algérie a joué plus vite, plus raide et surtout sur les ailes, Magath et Breitner ont été parmi les premiers à tomber.  »

—  Le journal Kicker Sportmagazin après le match

« L'Algérie a donné une leçon aux Allemands... Durant les 90 minutes de match, les joueurs allemands et leur entraîneur ont dû comprendre que parfois il vaut mieux être modeste et mesuré.  »

—  Le journal El Moudjahid après le match

« La mentalité inappropriée de l'Allemagne sur tout a été impitoyablement punie.  »

—  Le journal De Telegraaf après le match

« L’Algérie a envoyé l’Allemagne dans le désert.  »

—  Le journal Blick après le match

« Les professionnels hautement rémunérés du BRD ne semblaient pas assez dynamiques.  »

—  Le journal Berliner Zeitung après le match

### Victoire historique

Pays du Nord, en bleu ; pays du Sud, en rouge.

Cette victoire de l'équipe algérienne va avoir un impact historique et symbolique sur la scène internationale. En premier lieu, c'est la première fois qu'une équipe africaine réussit à battre une équipe européenne en Coupe du monde, car jusqu'à présent, seules l'Égypte en 1934, le Maroc en 70, le Zaïre en 74, la Tunisie en 78 et le Cameroun en 1982 avaient participé à une Coupe du monde sans réussir cette performance. Deuxièmement, c'est la première fois que l'Allemagne de l'Ouest perd un match d'ouverture depuis la Coupe du monde de 1954, et qui plus est, face à une équipe africaine. Sur plan symbolique, le résultat du match entre les Allemands et les Algériens va au-delà du simple cadre du football, et l'historien Stanislas Frenkiel mettra en lumière le rôle politique qu'a joué ce match :

« La victoire de l'Algérie sur l'Allemagne de l'Ouest était une revanche des pays du Sud sur le Nord. »

— Stanislas Frenkiel

### Conséquence
Après la victoire de l'équipe algérienne, le lendemain du match s'est jouée une autre rencontre du groupe entre l'Autriche et le Chili. Dans un match assez serré, ce sont les Autrichiens qui l'ont emporté sur le plus petit des scores 1-0, avec un but marqué par l'attaquant de l'Austria de Vienne, Walter Schachner. À la fin de cette première journée, les Algériens sont à égalité de points avec les Autrichiens, mais les guerriers du désert prennent la tête du groupe grâce à une meilleure attaque.
Lors de la deuxième journée, l'Allemagne de l'Ouest rencontre le Chili dans un match crucial pour les Allemands. Ils doivent remporter la victoire pour assurer leur survie dans cette compétition. Les champions d'Europe en titre ne font qu'une bouchée des finalistes de la dernière Copa América 1979, en remportant le match 4-1, avec un but de Uwe Reinders en fin de partie et un triplé de Karl-Heinz Rummenigge, devenant ainsi le meilleur buteur de la Coupe du monde. Du côté chilien, Gustavo Moscoso sauve l'honneur pendant le temps additionnel du match. Les Allemands prennent temporairement la première place du groupe 2 avec cette victoire.
Le 21 juin 1982, l'Algérie, encore sur un nuage après sa victoire historique contre l'Allemagne de l'Ouest, affronte l'équipe autrichienne dans un match bien maîtrisé par ces derniers. Contrairement à leurs homologues allemands, les Autrichiens n'ont pas sous-estimé la sélection algérienne. La défaite de l'Allemagne de l'Ouest a été un avertissement pour les Burschen. Le score à la mi-temps était de 0-0, mais l'Autriche a dominé son adversaire. Ensuite, en seconde mi-temps, l'Autriche ouvre le score à la 55e minute grâce à Walter Schachner, déjà décisif lors du premier match. Il en sera de même contre l'Algérie. Hans Krankl, attaquant vedette et soulier d'or européen en 1978, enfonce le clou pour l'Autriche, portant le score à 2-0. Le match se termine sur ce résultat, et à l'issue de la deuxième journée, les Autrichiens s'emparent seuls de la tête du classement, suivis par les Allemands de l'Ouest et les Algériens à égalité avec deux points,.
Lors de la dernière journée, les Algériens affrontent les Chiliens, déjà assurés d'être éliminés. Le match commence très bien pour les Algériens, puisqu'à la 7e minute Salah Assad ouvre le score. Quelques minutes plus tard, à la 31e minute, Assad marque un deuxième but. Avant la fin de la première mi-temps, les Algériens marquent même un troisième but grâce à Tedj Bensaoula à la 35e minute. Avec un score de 3-0 à la mi-temps, les Algériens semblent désormais assurés de jouer le deuxième tour. Cependant, la seconde période sera tout autre. De retour des vestiaires, les Chiliens prennent l'initiative et obtiennent un penalty à la 59e minute, transformé par Miguel Ángel Neira, réduisant ainsi l'écart. Juan Carlos Letelier marque le deuxième but du Chili à la 73e minute. Les dernières minutes du match sont tendues, les Chiliens ne sont pas loin d'égaliser, mais l'Algérie parvient à remporter le match sur le score de 3-2. Les deux buts concédés par les Algériens auront des répercussions pour la suite du tournoi. À la fin du match, le classement provisoire du groupe 2 se résume comme suit :
|   | Équipe               | Pts | J | G | N | P | Bp | Bc | Diff |
| 1 | Autriche             | 4   | 2 | 2 | 0 | 0 | 3  | 0  | 3    |
| 2 | Algérie              | 4   | 3 | 2 | 0 | 1 | 5  | 4  | 1    |
| 3 | Allemagne de l'Ouest | 2   | 2 | 1 | 0 | 1 | 5  | 3  | 2    |
| 4 | Chili                | 0   | 3 | 0 | 0 | 3 | 3  | 8  | -5   |

| J 1 | 16 juin 1982 | Allemagne de l'Ouest | 1 - 2 | Algérie  |
| J 1 | 17 juin 1982 | Chili                | 0 - 1 | Autriche |
| J 2 | 20 juin 1982 | Allemagne de l'Ouest | 4 - 1 | Chili    |
| J 2 | 21 juin 1982 | Algérie              | 0 - 2 | Autriche |
| J 3 | 24 juin 1982 | Algérie              | 3 - 2 | Chili    |
| J 3 | 25 juin 1982 | Allemagne de l'Ouest | -     | Autriche |

Le résultat du match entre l'Allemagne de l'Ouest et l'Autriche va décider du sort de ce groupe. Avec seulement un but d'écart, l'Algérie pourrait être dépassée et éliminée de la compétition si l'Allemagne de l'Ouest remporte le match par un seul but. Plusieurs scénarios sont envisageables.
- L'Autriche remporte le match = Qualification de l'Algérie et de l'Autriche.
- Égalité entre Autriche et Allemagne de l'Ouest = Qualification de l'Algérie et de l'Autriche.
- L'Allemagne de l'Ouest gagne le match avec deux buts d'écart = Qualification de l'Allemagne de l'Ouest et de l'Algérie.
- L'Allemagne de l'Ouest a gagné le match avec un but d'écart = Qualification de l'Autriche et de l'Allemagne de l'Ouest.

« On venait de battre l’Allemagne (2-1). Vous vous rendez compte de ce que ça représentait pour nous ? Nous avions également battu le Chili (3-2). Tout s’annonçait bien. Contre le Chili, on menait 3-0 et si le score était resté le même à la fin du temps réglementaire, nous aurions été qualifiés. Mais nous avons commis deux erreurs défensives, ce qui a permis aux Chiliens d’inscrire deux buts. Sur le coup, nous ne nous sommes pas rendu compte que cela pourrait nous coûter très cher. Cela pouvait donner l’occasion à l’Allemagne et à l’Autriche de combiner. Je me souviens que ça nous avait effleuré l’esprit. Mais, bon… C’était juste une mauvaise pensée. Quand même, il ne pouvait pas y avoir d’arrangement lors d’un match de Coupe du monde ! »

—  Rabah Madjer - Entretien accordé à L'Équipe

## Schande von Gijón
Le 25 juin 1982, lors de la Coupe du monde de football, s'est tenu le match opposant l'équipe d'Allemagne de l'Ouest à celle d'Autriche. Les inquiétudes en Algérie concernant une éventuelle entente entre les équipes germaniques semblent fondées. L'arbitre écossais, Bob Valentine, a donné le coup d'envoi du match,. Au début du match, les Allemands dominaient et c'est alors que Horst Hrubesch a marqué le premier but allemand à la 11e minute. Quelques minutes plus tard, le score de 1-0 arrangeait à la fois les Allemands et les Autrichiens. Avec ce score de 1-0, l'Allemagne de l'Ouest était en tête de son groupe, tandis que l'Autriche était deuxième. Ainsi, les deux équipes ont assuré leur qualification.
Le déroulement du match a subitement changé, avec les Allemands maintenant en avance, ils gardent la possession et optent pour un jeu de passe plutôt que d'attaquer, tandis que les Autrichiens, sachant qu'ils ne sont pas éliminés par ce résultat, ne mettent pas autant d'efforts pour égaliser. Les supporters dans le stade de Gijon, conscients de la tournure du match, expriment leur mécontentement en sifflant les joueurs et en réclamant leur départ, et l'arbitre siffle la mi-temps sur un score de 1-0.
De retour des vestiaires, les équipes allemande et autrichienne décident de maintenir le jeu stérile qui exaspère le public dans le stade. Ce dernier exprime son mécontentement en scandant le nom de l'Algérie, considérée comme le grand perdant de cet arrangement entre les deux équipes. En tribune de presse, les commentateurs sont partagés entre consternation et indignation. À dix minutes du terme, Robert Segger commentateur autrichien conseille même aux téléspectateurs autrichiens d'éteindre leur télévision. Cependant, l'intervention le plus célèbre reste celle d'Eberhard Stanjek, le commentateur de la chaîne allemande ARD :

« On ne peut pas appeler ça du football. Ça n'a rien à voir avec un match de Coupe du monde. Vous pouvez dire ce que vous voulez, mais la fin ne justifie pas de tels moyens. Vous m'autoriserez maintenant à ne plus commenter ce que nous voyons sur le terrain car ce que les deux équipes nous offrent est un moment honteux. »

—  Eberhard Stanjek - Commentateur allemand pour ARD
Sous les sifflets retentissants du Stade El Molinón, l'arbitre met fin au match, et l'Allemagne de l'Ouest remporte la victoire 1-0 face à l'Autriche. Les deux équipes germaniques se qualifient pour le deuxième tour, l'Allemagne de l'Ouest finissant première du groupe 2 et l'Autriche deuxième. Malgré deux victoires, l'Algérie est éliminée dès le premier tour.
| Entraîneur : |
| Jupp Derwall |

| Entraîneur :                 |
| Felix Latzke & Georg Schmidt |

| Entraîneur : |
| Jupp Derwall |

| Entraîneur :                 |
| Felix Latzke & Georg Schmidt |

Pour la huitième fois consécutive (un record mondial), l'Allemagne de l'Ouest se qualifie pour le second tour d'une coupe du monde, tandis que c'est la troisième fois pour les Autrichiens. Quant à l'Algérie, éliminée avec 4 points, c'est le seul cas dans l'histoire de la coupe du monde où une équipe est éliminée au premier tour malgré deux victoires dans un groupe où deux équipes se qualifient pour le tour suivant,. Le célèbre match controversé entre l'Allemagne et l'Autriche a été désigné au fil du temps sous le nom de "le match de la honte". En allemand, il est connu sous le nom de "Nichtangriffspakt von Gijón" (le pacte de non-agression de Gijón) ou "Schande von Gijón" (la honte de Gijón),.
Voici le classement final après la troisième journée :
|   | Équipe               | Pts | J | G | N | P | Bp | Bc | Diff |
| 1 | Allemagne de l'Ouest | 4   | 3 | 2 | 0 | 1 | 6  | 3  | 3    |
| 2 | Autriche             | 4   | 3 | 2 | 0 | 1 | 3  | 1  | 2    |
| 3 | Algérie              | 4   | 3 | 2 | 0 | 1 | 5  | 4  | 1    |
| 4 | Chili                | 0   | 3 | 0 | 0 | 3 | 3  | 8  | -5   |

| J 1 | 16 juin 1982 | Allemagne de l'Ouest | 1 - 2 | Algérie  |
| J 1 | 17 juin 1982 | Chili                | 0 - 1 | Autriche |
| J 2 | 20 juin 1982 | Allemagne de l'Ouest | 4 - 1 | Chili    |
| J 2 | 21 juin 1982 | Algérie              | 0 - 2 | Autriche |
| J 3 | 24 juin 1982 | Algérie              | 3 - 2 | Chili    |
| J 3 | 25 juin 1982 | Allemagne de l'Ouest | 1 - 0 | Autriche |

### Réaction dans le monde
La presse internationale était révoltée, certains journaux parlaient plus tard d'un « porno footballistique de mauvais goût » ou d'une « farce scandaleuse et intolérable ». La gazette espagnole El Comercio commentait le match sur la page où figurent en temps normal les faits divers. « Allemagne et Autriche - deux loques » écrivit même le quotidien sportif espagnol Marca le lendemain. Le match suscite également l'indignation en Allemagne de l'Ouest et en Autriche. Le bi-hebdomadaire allemand Kicker Sportmagazin s'est refusé à évaluer le match ou les joueurs : « Nous ne pouvons donner d'étoiles à aucun participant, car il n'y a pas eu de match de foot à Gijón. » sous le titre « Car ils ne savent pas ce qu'ils font » (Denn sie wissen nicht, was sie tun en allemand). La presse ouest-allemande était furieuse, le quotidien allemand Bild titra « Honte à vous ». Un supporter algérien tente même d'entrer sur le terrain. Un autre journal ouest-allemand considéra que le triomphe de l'Allemagne de l'Ouest sur l'Autriche était plus honteux que la défaite ouest-allemande contre l'Algérie. Dans une interview accordée au journal ouest-allemand de référence  Die Welt, Willi Schulz, vice-champion du monde avec l'équipe ouest-allemande en 1966 et demi-finaliste en 1970, traita les deux équipes de « gangsters » et demanda à Hans Kindermann, alors président du Conseil de surveillance de la DFB, la fédération de football d'Allemagne de l'Ouest, de tout mettre en œuvre afin que les joueurs allemands impliqués soient punis pour cet événement scandaleux.
Plusieurs joueurs et dirigeants allemands expriment leur manque absolu de compréhension envers ces critiques véhémentes : l'entraîneur Jupp Derwall insiste sur le fait que l'équipe voulait se qualifier et non pas jouer au football, tandis que le jeune Lothar Matthäus déclare que seule la qualification compte. Quand des fans allemands s'étaient réunis devant l'hôtel des joueurs allemands pour protester, ces derniers leur lancèrent des bombes à eau depuis leurs balcons. Encore plus extraordinaires furent les commentaires du chef de la délégation autrichienne Hans Tschak : « Naturellement le match d'aujourd'hui a été joué tactiquement. Mais si 10 000 fils du désert voulaient déclencher un scandale dans le stade c'était juste pour montrer qu'ils avaient trop peu d'écoles. ». Le journal sportif français L'Équipe dira que les 22 acteurs de cette rencontre méritaient 22 cartons rouges et que les deux équipes ont volé 45 000 spectateurs et terni sérieusement leur réputation.

« Nous n'étions pas énervés, nous étions cool. Voir deux grandes puissances dégrader leur image pour nous éliminer a été un hommage à l'Algérie. Ils ont avancé avec déshonneur, nous nous avons toujours gardé la tête haute. »

— Chaâbane Merzekane - Réaction du défenseur algérien à la suite de l'élimination de l'Algérie de la Coupe du monde 1982.

### Réaction de la FIFA & UEFA
La Fédération algérienne enverra un télex à la FIFA pour qu'elle disqualifie les deux équipes de la compétition, la FIFA répliquera que l'Allemagne avait tout à fait le droit de jouer la prudence et la sécurité.
Malgré les nombreuses protestations, la FIFA a validé le résultat, mais le malaise engendré lui fit prendre conscience du problème posé par le décalage de programmation des matchs d'une dernière journée de poule. Elle prend alors la judicieuse décision qu'à compter de la prochaine coupe du monde tous les matchs de la dernière journée d'un même groupe se dérouleront simultanément, réduisant ainsi fortement les possibilités de calculs stratégiques. Un souhait de Franz Beckenbauer qui avait rejeté la faute sur le système et déclaré : « Il faut faire jouer les deux derniers matchs de chaque groupe le même jour et la même heure ». L'UEFA prendra la même décision à l'occasion du Championnat d'Europe de football 1984.

« En principe, le coup d'envoi des matches de la dernière journée doit être donné simultanément au sein d'un même groupe lors de la phase de qualification »

—  Article 22 loi 4 de l'UEFA

## Postérité

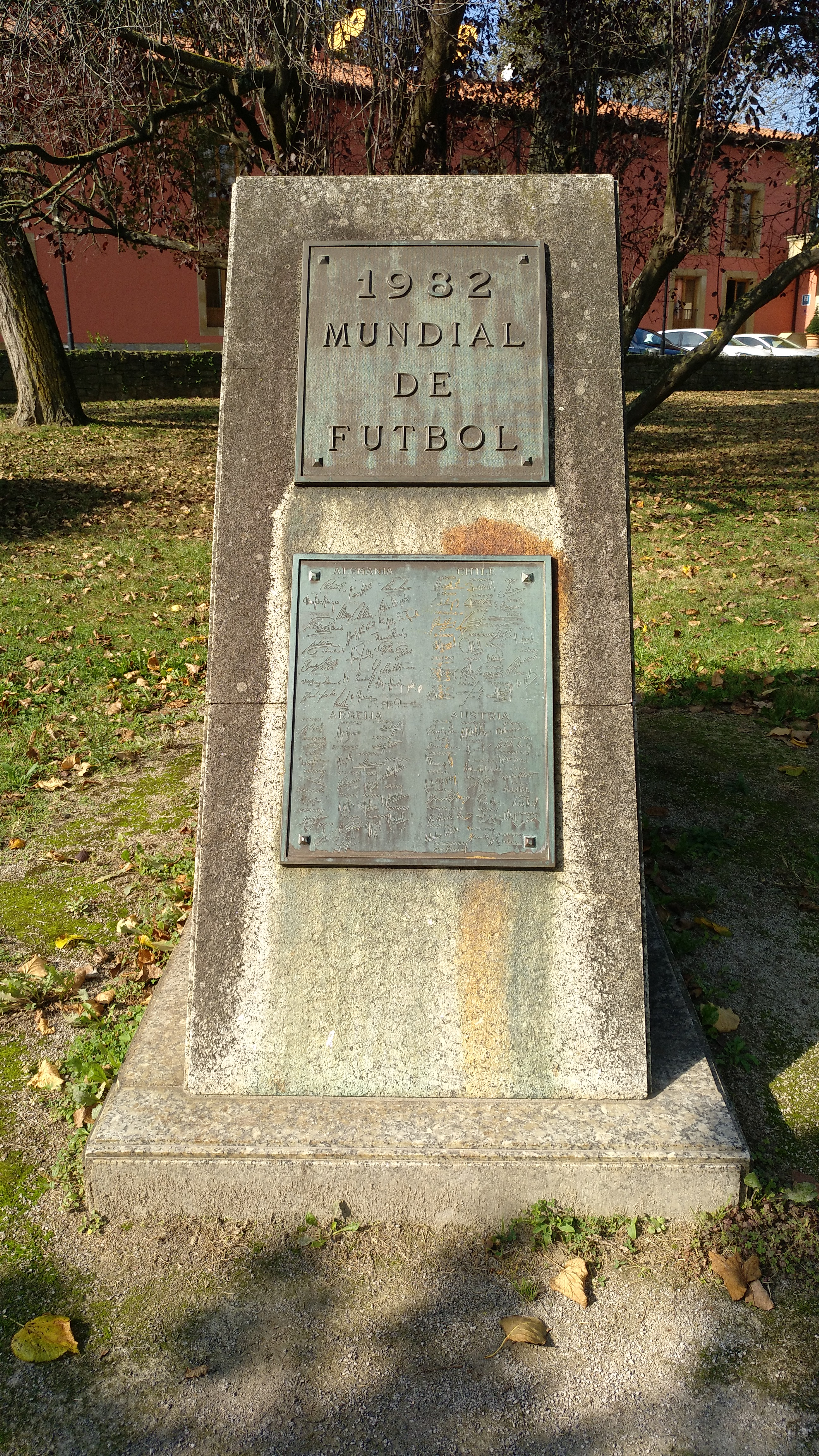
Une plaque commémorative de la Coupe du monde 1982 se trouve au stade El Molinón de Gijón, où les autographes des joueurs algériens et allemands y sont présents.

Le match de la Coupe du monde 1982 qui opposait l'Allemagne de l'Ouest à l'Algérie restera à jamais marqué dans l'histoire du football. Après cette date du 16 juin 1982, de nombreuses révélations sur ce match ont émergé, notamment des suspicions de dopage chez les joueurs algériens. Cependant, le débat qui a fait couler beaucoup d'encre concerne principalement le "match de la honte" entre les Allemands et les Autrichiens, qui a porté préjudice aux Algériens. De nombreuses discussions et spéculations ont surgi quant à la possibilité d'un arrangement officieux entre les deux équipes. Ce match du 16 juin 1982 n'a pas seulement été un simple match de football au cours duquel les Algériens ont réalisé l'exploit du siècle, mais il a également représenté le résultat de nombreuses années de travail acharné au sein de la fédération algérienne de football. Cette victoire historique contre l'Allemagne de l'Ouest a donc marqué le succès du travail accompli dans le domaine de la formation du football algérien, ainsi que la percée de joueurs devenus des stars, notamment Rabah Madjer au FC Porto. En Allemagne, ce match entre Algériens et Allemands a été un véritable tournant, car pour la première fois, la société allemande s'est intéressée au football africain. Certains joueurs allemands se sont publiquement excusés pour le traitement injuste réservé aux Algériens lors de la Coupe du monde 1982, notamment le défenseur central Karl-Heinz Förster et le capitaine Karl-Heinz Rummenigge.

« Je regrette, 39 ans après, notre geste anti-sportif qui nous est resté en travers de la gorge. La justice immanente nous a déshabillés en finale face aux Italiens, qui portaient les mêmes tenues aux couleurs vert-blanc-rouge des Algériens. Depuis le jour où nous avons été battus 2-1 par les camarades de Dahleb, je n’ai jamais pu oublier les talentueux joueurs algériens dont Belloumi et Cerbah, qui m’ont franchement ébloui par leur classe mondiale. »

— Karl-Heinz Rummenigge capitaine de l'Allemagne de l'Ouest - Témoignages sur Canard von Deutschland .

« Avec le recul, je suis convaincu que nous avions sous-estimé les Algériens qui avaient une bonne équipe avec Rabah Madjer comme star. »

— Karl-Heinz Förster - Témoignages sur le Le Parisien .
Cette confrontation restera mémorable en Algérie, avec un profond respect et une certaine tristesse chez les supporters et les joueurs. Malgré l'exploit mémorable de l'Algérie contre l'équipe redoutable de l'Allemagne de l'Ouest, l'élimination injuste au premier tour, due aux actions des Autrichiens et des Allemands, laissera un sentiment d'un parcour inachevé à la Coupe du monde 1982 en Espagne. De plus, théoriquement, si l'Algérie était passée au deuxième tour, elle aurait pu affronter la France dans un match historique entre les deux nations,.

« Qu'ils n'avaient pas besoin de ça. Quand les Allemands participent à une Coupe du monde, ils jouent pour la gagner. Que ce soit l'Autriche ou l'Algérie qui essaye d'aller le plus loin possible, ça ne doit pas leur importer. J'ai encore envie de leur dire : honte à eux ! Car on aurait pu vivre quelque chose de plus grandios. »

— Ali Fergani, capitaine de l'Algérie - Témoignages sur le Le Parisien .

« Le match contre l’Allemagne en 1982. C’était la première fois que nous battions une très grande nation du football en match officiel. Le fait que ce soit à la Coupe du monde n’a fait que renforcer la joie. Mais c’est aussi une grande déception en même temps, puisqu’après nous nous sommes fait sortir lamentablement. J’ai éprouvé beaucoup de plaisir lors de la compétition, mais pour moi, avec le recul, c’est un véritable échec. Je parle d’échec, et non pas de déception, car c’est essentiellement de notre faute. Notre élimination, on ne la doit à personne d’autre. Certains parlent de match arrangé entre l’Autriche et l’Allemagne, mais pour moi, on aurait dû se mettre à l’abri bien avant. Pour avoir assisté au match, à l’époque, je n’accepte pas quand on dit que les Allemands et les Autrichiens se sont mis d’accord. J’étais au stade, les Allemands ont joué un très beau football pendant 25 minutes, ils ont poussé pour marquer, et c’était mérité. Après ça devient un non-match, c’est vrai, car cela arrangeait les deux équipes… Mais je ne crois pas au fait qu’ils se soient retrouvés dans un café pour décider du score. Nous sommes les premiers responsables de l’élimination. »

— Mustapha Dahleb - Témoignages sur So Foot .
En dehors du match entre l'Allemagne et l'Algérie, les années 80 seront marquées par la domination des deux pays dans le domaine du football sur leurs continents respectifs. Les Algériens enchaîneront plusieurs demi-finales de la Coupe d'Afrique et se qualifieront pour la Coupe du monde suivante. Du côté allemand, l'Allemagne de l'Ouest ne jouira pas du même prestige à l'Euro que dans les années 70, mais parviendra tout de même à atteindre trois finales consécutives de la Coupe du Monde en 1982, 1986 et 1990, ce qui constitue une première dans l'histoire. L'année 1990 sera particulièrement marquante pour les Algériens et les Allemands, car l'Algérie remportera sa première Coupe d'Afrique lors de la CAN 1990 qui se déroulera en Algérie, tandis que l'Allemagne de l'Ouest remportera sa troisième Coupe du monde après 1954 et 1974, en 1990 en Italie. Dans les années 90, l'Allemagne a été marquée par la réunification allemande, tandis que l'Algérie a été plongée dans une guerre civile de dix ans qui a eu un impact sur le développement du football.
Il aura fallu patienter plus de trente ans pour assister à une nouvelle confrontation entre les équipes algérienne et allemande lors de la Coupe du monde 2014 au Brésil. Après avoir terminé deuxième de leur groupe H, les Algériens ont affronté en huitième de finale une équipe allemande qui avait terminé première du groupe G. Ce match, considéré comme l'un des plus passionnants de la Coupe du monde 2014, s'est soldé par la victoire de l'Allemagne sur le score de 2-1 après prolognation. Ironiquement, le premier but allemand a été marqué par André Schürrle d'un geste de football algérien, la Madjer. Avant, pendant et après ce match, la comparaison avec la rencontre de 1982 entre l'Allemagne de l'Ouest et l'Algérie a été immédiatement mentionnée.
Allemagne de l'Ouest contre l'Algerie, David contre Goliath, ce 16 juin 1982 aura marqué l'histoire de football mondial et de la FIFA jusqu’à ce que cette dernière change une partie des règles du football au sein de la coupe du monde.

« Il y a 41 ans, l’Algérie faisait tomber l'Allemagne de l'Ouest, championne d’Europe en titre, lors du premier mondial de l’histoire des Verts. »

—  Le journal DZfoot

« En 1982, contre l’Allemagne de l’Ouest, l’Algérie a inscrit un but rapide juste après avoir encaissé, mais ici il n’y a ni balle lointaine ni ricochets, juste 23 secondes de travail d’équipe et de précision. »

—  Le journal The Guardian

« Algérie-RFA, le plus beau morceau de l'histoire   »

— Mohamed Sellah - Commentateur algérien

« Cela montre que nous avons laissé une trace indélébile dans l'histoire. »

— Lakhdar Belloumi

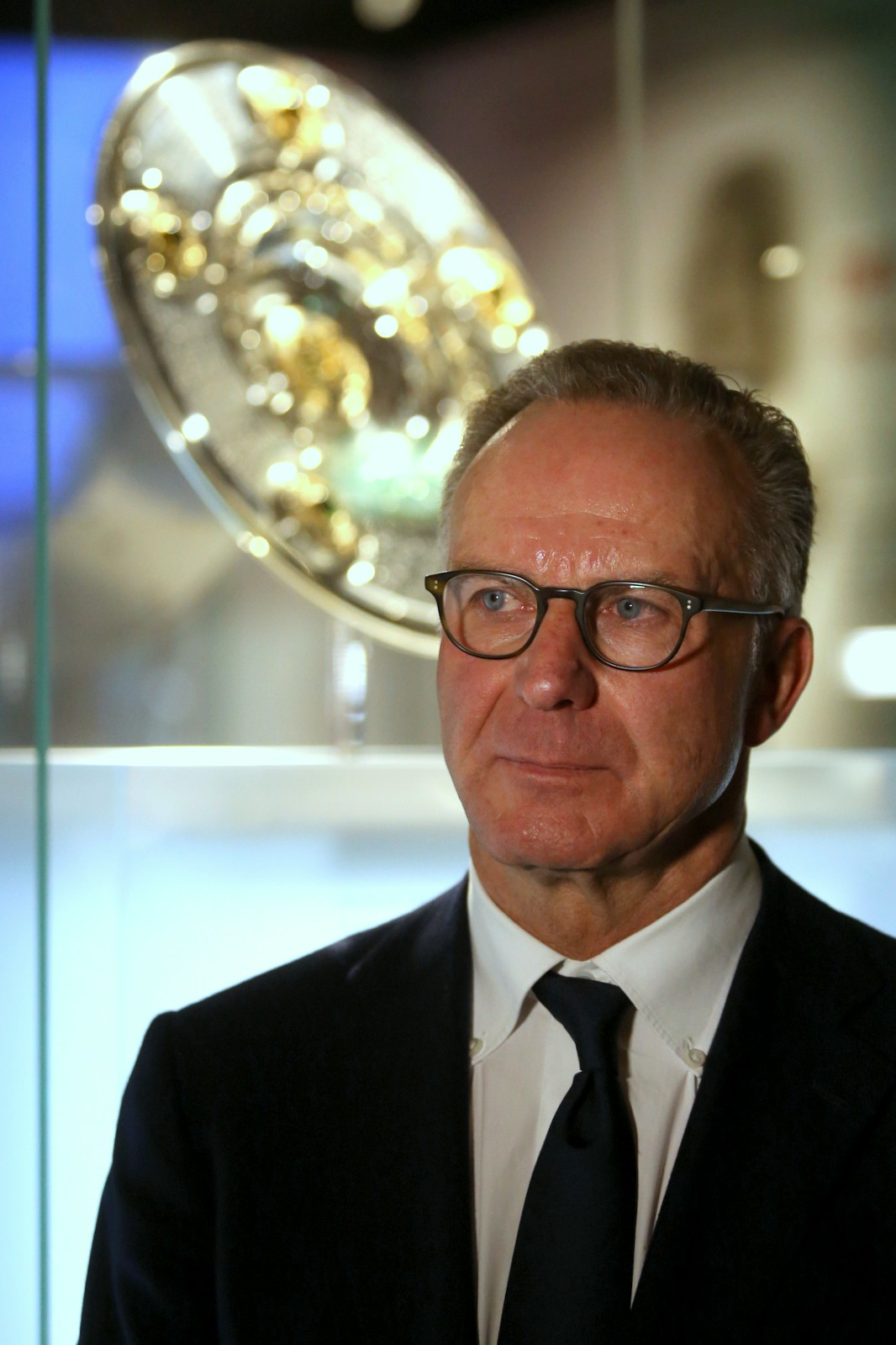
Kalle en 2014
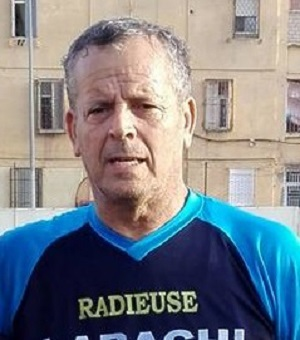
Belloumi en 2017
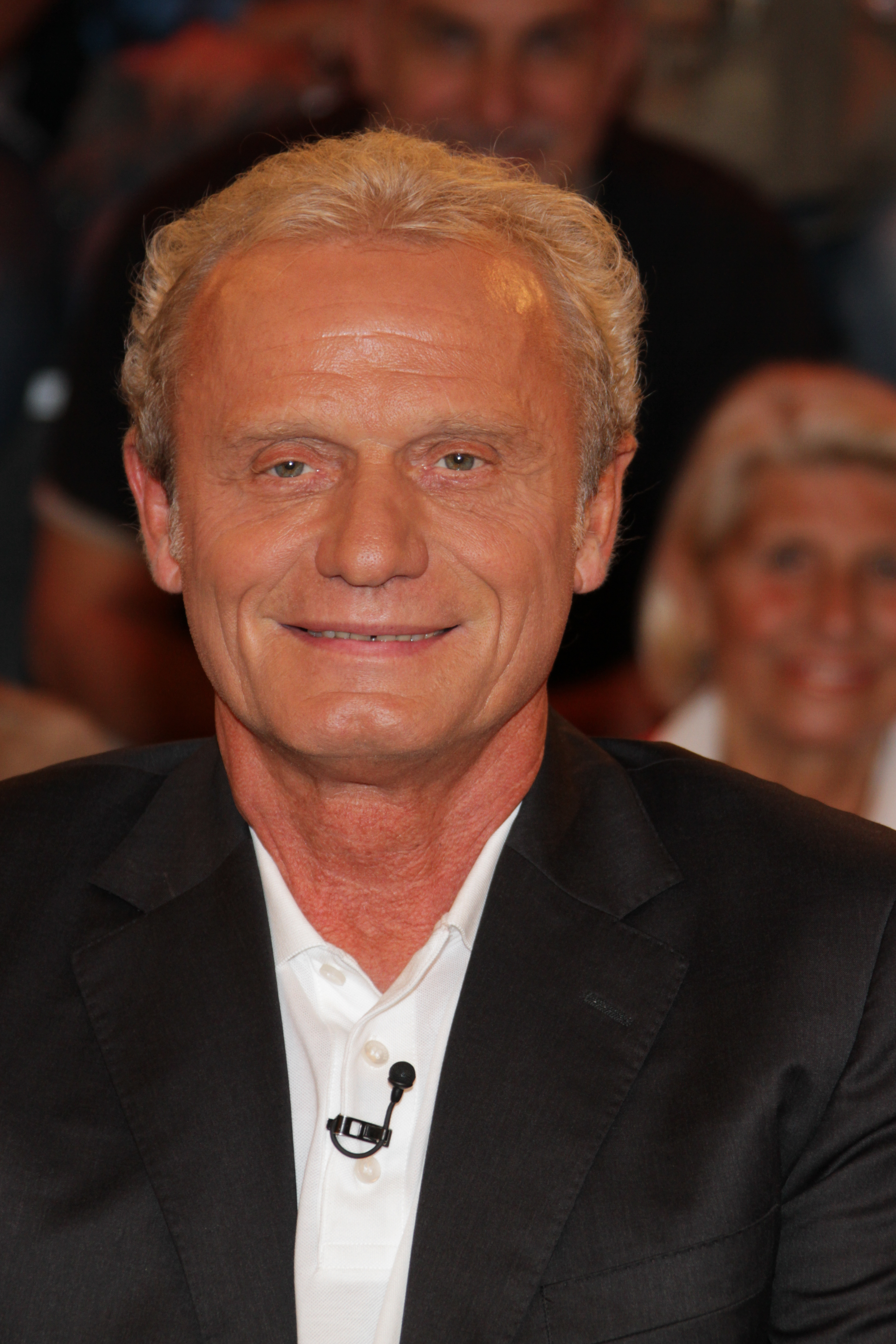
Briegel en 2012
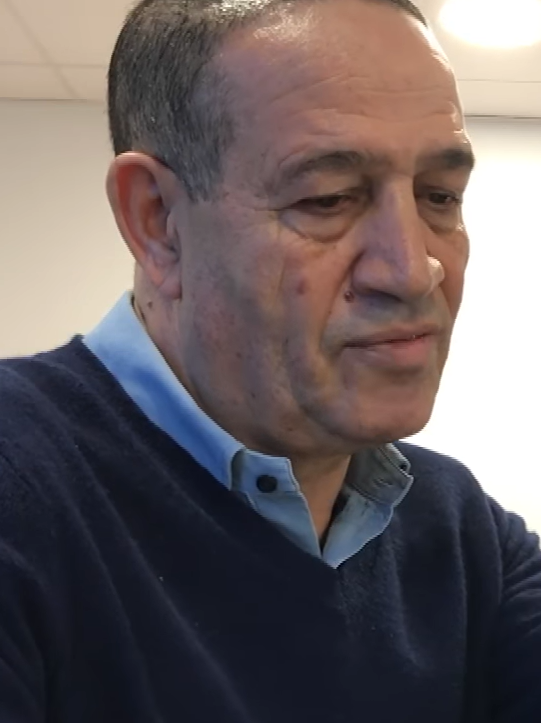
Mansouri en 2019
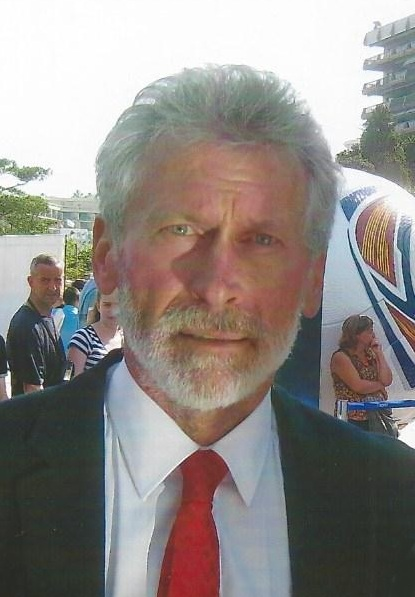
Breitner en 2011
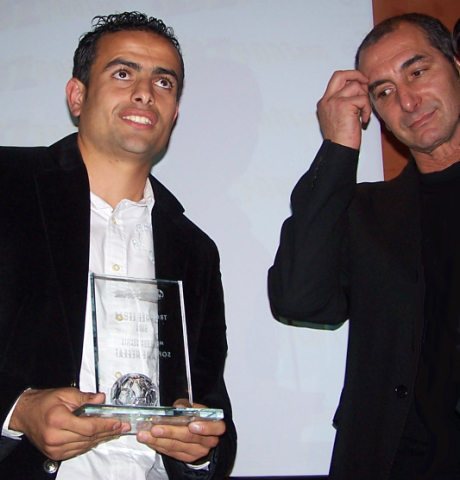
Kourichi (à droite) en 2006
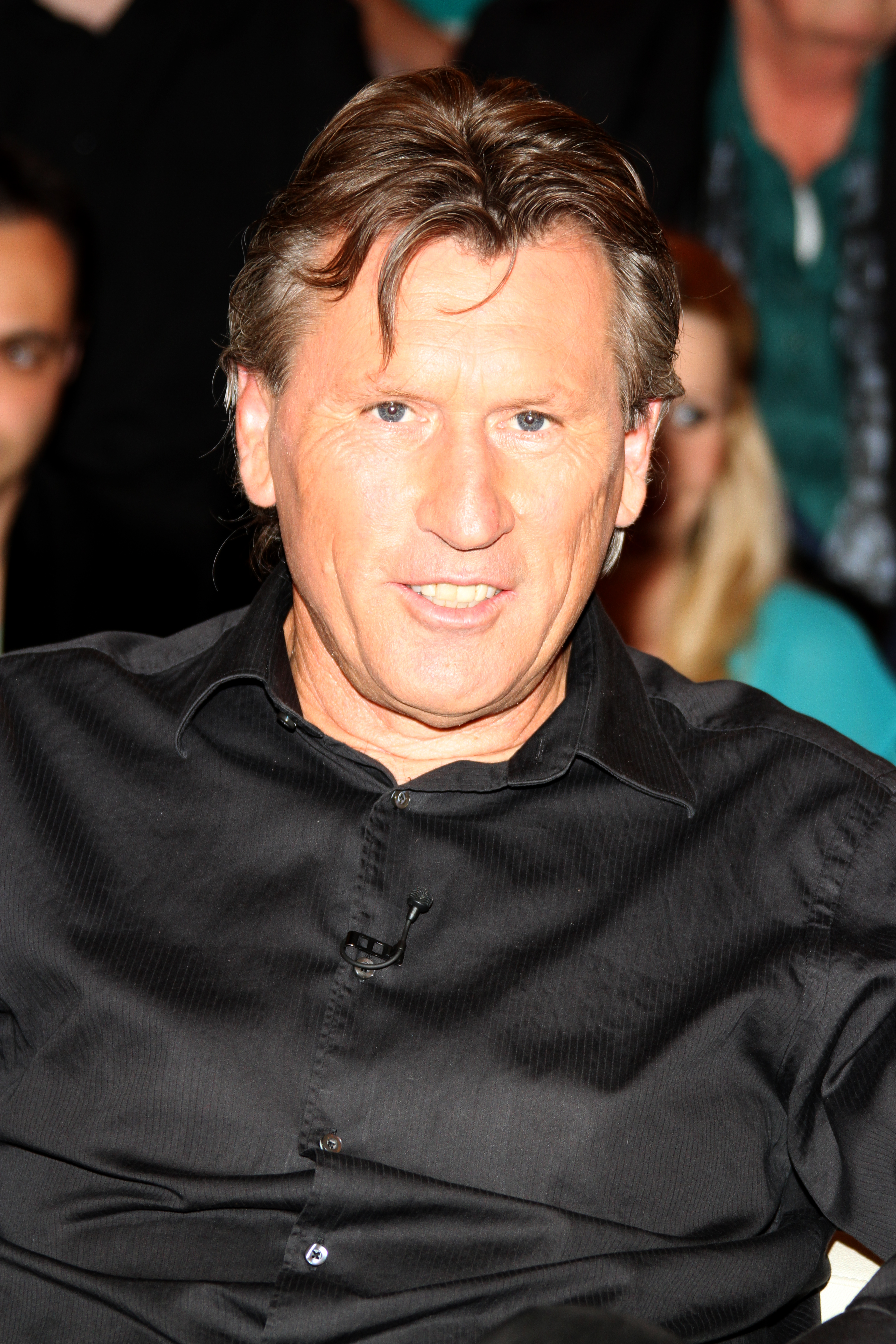
Kaltz en 2012
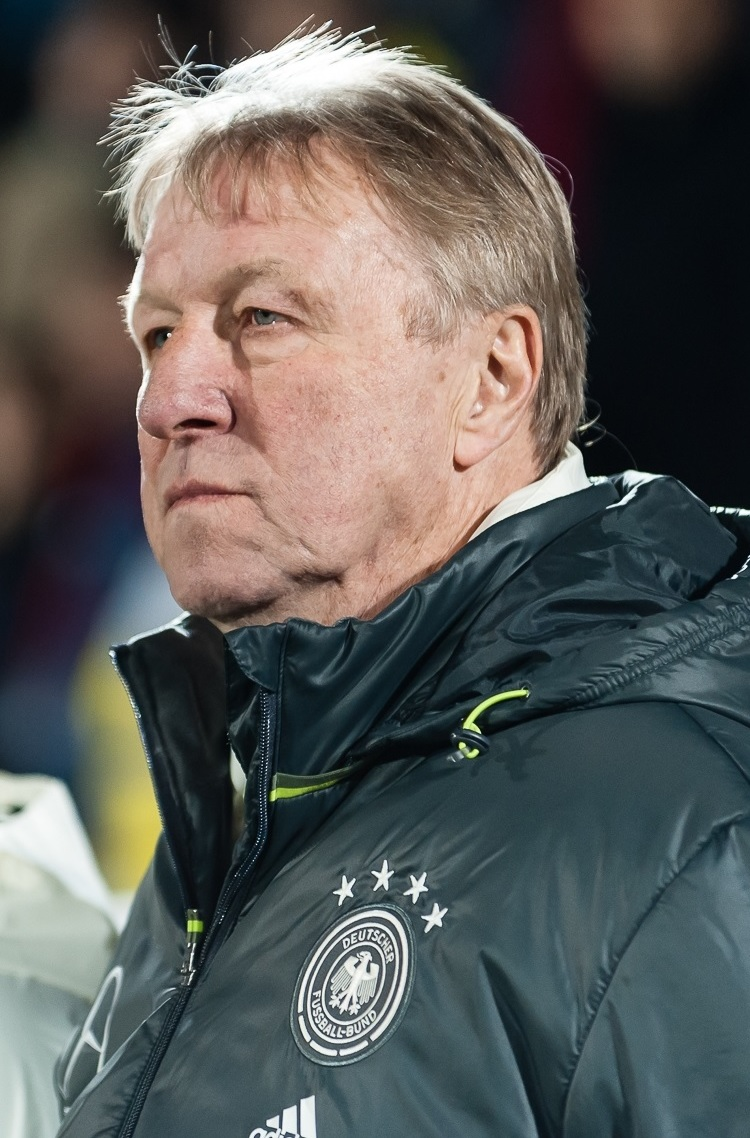
Hrubesch en 2016